# Torjok
Torjok (en russe : Торжо́к) est une ville russe d'importance régionale et le centre administratif du raïon de Torjok, bien qu'elle n'en fasse pas partie. Elle compte 41 116 habitants au recensement de 2021, constituant la quatrième ville la plus peuplée de l'oblast de Tver où elle se situe, après Tver, Rjev et Vychni Volotchiok. Son centre historique est inscrit à la liste indicative du patrimoine mondial depuis février 2023.
Située à la frontière historique entre la république de Novgorod, dont elle faisait partie, et les autres principautés russes, la ville fut toujours un lieu de batailles et de sièges entre les différentes principautés russes. Mentionnée de manière indirecte en 1038 lorsque le monastère des Saints-Boris-et-Gleb de Torjok est fondé, il faut cependant attendre 1139 pour qu'elle soit mentionnée de façon directe dans la Chronique de Novgorod. Fondée par des marchands de Novgorod, elle était située sur la route commerciale reliant Novgorod aux principautés du sud de la Russie. La ville contrôlait l'approvisionnement en grain de la république, vulnérabilité exploitée par les ennemis médiévaux. Pendant son histoire, la ville subit plus de 20 attaques et sièges de toute part. Au XVIIIe siècle, la ville connaît un essor, profitant de sa position entre Moscou et la nouvelle capitale Saint-Pétersbourg. Mais en 1742 puis en 1766, la ville connaît deux incendies qui la ravagent. La ville est reconstruite dans un style classique, avec de nombreux monuments, églises et autres bâtiments civils. Son âge d'or est au XIXe siècle avec l'industrialisation rapide, même si le développement est freiné par le chemin de fer qui contourne la ville à partir de la seconde moitié du XIXe siècle. Aux mains des bolcheviks dès mars 1917, l'industrialisation continue sous la période soviétique. Durant la Seconde Guerre mondiale, la ville résiste à l'invasion allemande, malgré les bombardements réguliers, avec le front qui se trouve à la sortie de la ville. Reconstruite pendant l'après-guerre, la ville connaît un déclin démographique depuis la fin de la période soviétique.
Son patrimoine culturel riche lui vaut d'être inscrite sur la liste de la quarantaine des villes historiques de Russie. Ses monuments sont à la fois religieux, avec des édifices religieux comme la cathédrale de la Transfiguration-du-Sauveur, le monastère des Saints-Boris-et-Gleb ou l'église Saint-Clément-de-Rome, mais aussi civil avec l'hôtel Pojarski ou les bâtiments du quai de la Tvertsa. Enfin, la ville est connue à travers la Russie pour un artisanat célèbre, les broderies d'or de Torjok, qui existe toujours, et qui est considéré comme le plus ancien artisanat en Russie.

## Géographie

### Situation
La ville de Torjok est situé dans l'oblast de Tver, un oblast du nord-ouest de la Russie européenne. La ville est ainsi une partie du district fédéral central, se situant à 420 km au sud-est de Saint-Pétersbourg. La capitale Moscou, aussi capitale du district, est elle à 217 km au sud-est tandis que Tver, la capitale de son sujet, est à 61 km au sud-est.
Torjok, comme tout l'oblast de Tver, est située dans le fuseau horaire MSK (heure de Moscou). Le décalage horaire appliqué par rapport au temps universel coordonné est +03:00.

### Relief et hydrographie
La ville se situe dans la crête de Vychni Volotchiok, plus précisément dans les collines de Torjok. La crête est un massif de faibles altitudes d'origine morainique, située dans la partie orientale des collines de Valdaï. La crête se compose des collines de Torjok et de celles d'Oudomlia, et fait au total 300 km de long. Les altitudes sont de l'ordre de 200 à 230 mètres au-dessus du niveau de la mer, mais seulement jusqu'à 30 à 50 mètres en altitude relative. Cette crête et ainsi les environs de Torjok sont riches en lacs, et sont couverts de forêts de pins et d'épicéas. Torjok est arrosée par la rivière Tvertsa, un affluent de rive gauche de la Volga, en particulier de la Haute-Volga. La ville fait ainsi partie du bassin de la Volga,. Deux ruisseaux se jettent dans la Tvertsa dans la ville : le Zdorovets et le Iordanovski.
La rive droite de la Tvertsa est élevée tandis que la rive gauche, où se trouve le centre historique, est plus ou moins plate. Le sol des environs de Torjok est mauvais pour les cultures et sablonneux, avec seulement des maigres pâturages et des bruyères. La ville de Torjok comprend huit collines, ce qui la donne parfois le surnom de « Ville sur huit collines ».

### Localités limitrophes
Torjok est entourée par quatorze localités limitrophes :
- à l'ouest, se trouve Gari (ouest) ;
- au sud, se situent Medvedkovo (sud-ouest), Novoïe Boritsevo (sud-sud-ouest), Boritsevo (sud-sud-ouest), Semenovskoïe (sud) et Vnoukovo (sud-est) ;
- à l'est, se trouvent Pogorelovo (est), Iouritsevo (est) ;
- au nord, se situent Slavny (nord-noest-est), Mitino (nord), Vassilevo (nord), Sotino (nord-ouest) et Tchourikovo (nord-ouest).

Les localités de Medvedkovo, Novoïe Boritsevo, Boritsevo et Semenovskoïe font partie de l'établissement rural de Boritsevo. Vnoukovo, Pogorelovo et Iouritsevo sont incluses dans l'établissement rural de Mirny tandis que les localités de Slavny et Mitino sont incluses dans l'établissement rural de Boudovo. Enfin, Vassilevo, Sotino, Tchourikovo et Gari font partie de l'établissement rural de Bolchoïe Sviatsovo.

### Climat
La ville connaît un climat continental humide de type Dfb selon la classification de Köppen, mais les hivers ne sont pas assez froids pour être qualifié de climat subarctique. La ville ne connait pas de changement brutal entre les températures, la transition entre l'hiver et l'été se faisant en douceur. Pour la norme russe, les hivers sont modérément froids, et ils durent environ 4 à 5 mois, entre novembre et mars.
La saison estivale dure de la fin juin à septembre, et est modérément chaud, bien que Torjok ne connait pas de périodes caniculaires. Le printemps et l'automne sont marqués par des températures fraiches, avec des masses d'air pouvant soit venir du continent, apportant un temps ensoleillé et chaud, ou soit de l'océan Atlantique, apportant humidité et nuages. Juillet, avec une température moyenne de 19,1 °C, est le mois le plus chaud de l'année, tandis que janvier est le plus froid, avec une moyenne de −7,4 °C. La température moyenne annuelle est elle de 5,9 °C.
La ville est située dans une région assez humide, avec une moyenne de 709 mm de pluie par an. L'été est la période la plus pluvieuse, tandis que l'hiver a peu de précipitations. Février est le plus sec, avec seulement 39 mm de précipitations, contre 87 mm de précipitations pour le mois le plus pluvieux qu'est juillet. L'ensoleillement est le plus important en juin, avec une moyenne de presque 12 heures par jour, et il y a au total 353,11 heures d'ensoleillement en juin. Au contraire, janvier a en moyenne moins d'une heure d'ensoleillement par jour, avec un total de 27,12 heures d'ensoleillement en janvier. En tout, il y a 2 192,65 heures d'ensoleillement annuellement, et la moyenne est de 71,85 heures par mois.
| Mois                                | jan. | fév.  | mars | avril | mai  | juin | jui. | août | sep. | oct. | nov. | déc. | année |
| ----------------------------------- | ---- | ----- | ---- | ----- | ---- | ---- | ---- | ---- | ---- | ---- | ---- | ---- | ----- |
| Température minimale moyenne (°C)   | −9,9 | −10,1 | −6   | 0,6   | 7    | 11,3 | 14,6 | 13,1 | 8,3  | 2,8  | −2,2 | −6,2 | 2,67  |
| Température moyenne (°C)            | −7,4 | −7    | −2,3 | 5,5   | 12,3 | 16,1 | 19,1 | 17,2 | 11,8 | 5,2  | −0,4 | −4,2 | 5,9   |
| Température maximale moyenne (°C)   | −5,3 | −4,4  | 1,1  | 9,9   | 16,5 | 19,8 | 22,8 | 20,8 | 15,1 | 7,5  | 1,3  | −2,4 | 6,8   |
| Précipitations (mm)                 | 45   | 39    | 40   | 40    | 71   | 76   | 87   | 75   | 67   | 68   | 53   | 48   | 709   |
| Nombre de jours avec précipitations | 9    | 8     | 8    | 7     | 9    | 9    | 10   | 9    | 8    | 9    | 9    | 9    | 104   |
| Humidité relative (%)               | 84   | 82    | 77   | 67    | 64   | 67   | 71   | 72   | 76   | 80   | 84   | 84   | 75,4  |

| Diagramme climatique                                  |             |         |          |         |            |            |            |           |          |           |            |
| J                                                     | F           | M       | A        | M       | J          | J          | A          | S         | O        | N         | D          |
| −5,3−9,945                                            | −4,4−10,139 | 1,1−640 | 9,90,640 | 16,5771 | 19,811,376 | 22,814,687 | 20,813,175 | 15,18,367 | 7,52,868 | 1,3−2,253 | −2,4−6,248 |
| Moyennes : • Temp. maxi et mini °C • Précipitation mm |             |         |          |         |            |            |            |           |          |           |            |

### Environnement
En raison de la pollution de l'eau, il est interdit de se baigner dans l'eau de la Tvertsa.

## Urbanisme

### Logement
Le parc de logements de Torjok était en 2010 de 1 047,0 milliers de m2. La grande majorité des logements, 911,9 milliers de m2 ou 87,1 % de la superficie totale, était de la propriété privée, tandis que 135,1 milliers de m2 (12,9 %) appartenaient à l'État ou à la municipalité. Cette année-là, 11,5 % de la superficie totale du parc était considéré comme présentant un taux d'usure supérieur à 70 %.

### Occupation des sols
Pour 2022, superficie totale des espaces urbanisés est de 5 852 hectares, dont la superficie bâtie est de 3 871 hectares. Les espaces verts dans la ville ont une superficie de 693 hectares, dont 339 hectares de parcs forestiers, 186 hectares de forêts, 111 hectares d'espaces verts entre des bâtiments et/ou routes et 57 hectares de plantations publiques (parcs, jardins, jardins publics). Selon les données de 2010, 119,9 hectares (2,0 % de la superficie totale) de la ville formaient le noyau historique de la ville. La répartition détaillée en 2010 est la suivante :
| Année                                                | 2010 (ha) | %     |
| ---------------------------------------------------- | --------- | ----- |
| Zones résidentielles                                 | 721,5     | 12.2  |
| Zones commerciales                                   | 39.2      | 0,7   |
| Zones industrielles                                  | 461.4     | 7,9   |
| Zones d'infrastructures d'ingénierie et de transport | 527.1     | 8,8   |
| Zones agricoles                                      | 483.3     | 8,1   |
| Jardins collectifs                                   | 247,8     | 4,2   |
| Zones restreintes                                    | 25.1      | 0,5   |
| Espaces verts                                        | 3201.9    | 53,9  |
| Autres                                               | 229,6     | 3,9   |
| Total                                                | 5936.9    | 100 % |

### Voies de communication et transports

#### Infrastructures routières

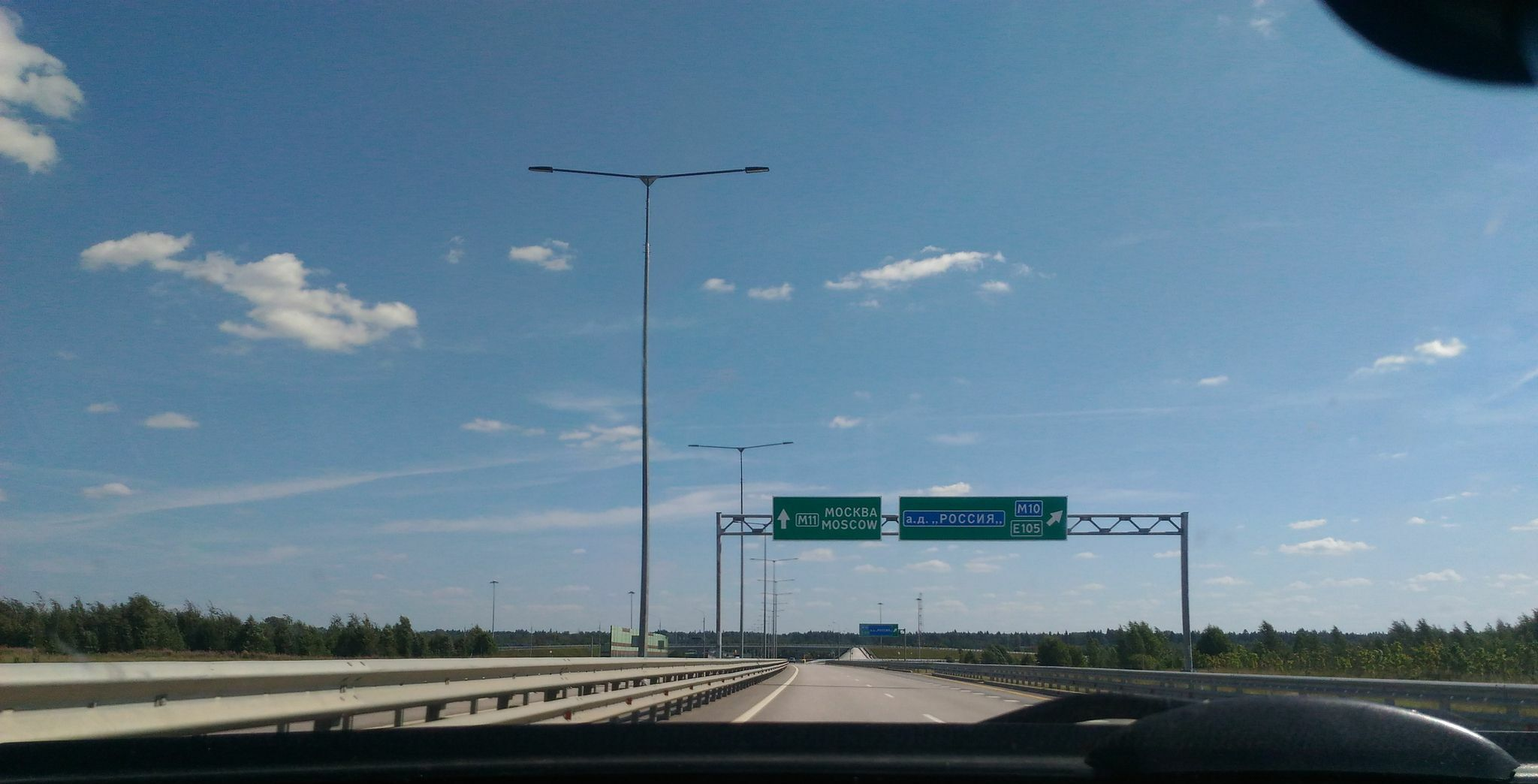
L'autoroute M11 en direction de Moscou, avec des panneaux directionnels indiquant la sortie vers la route fédérale M10 et ainsi vers Torjok.

Concernant les routes, la ville est desservie par la route fédérale M10 Moscou — Saint-Pétersbourg, qui passe dans l'est de la ville, agissant comme sa frontière orientale. Les grandes localités les plus proches par la M10 sont Tver vers l'est et Vychni Volotchek vers le nord. Depuis 2017, cette M10 est doublée par l'autoroute Moscou-Saint-Pétersbourg (M11), qui passe aussi au nord-est de la ville. Il y a une sortie autoroutière de la M11 au nord de la ville,.
Pour les routes régionales, la route régionale 28K-1785 mène à Ostachkov tandis que la 28K-1584 mène à Staritsa, où elle rejoint la route fédérale R132 vers Rjev. D'autres routes régionales moins importantes mènent à de petites localités,. Sinon, la voirie municipale est longue de 109,4 km en 2016, dont 75,0 km de voirie en surface dure.

#### Autres modes
Torjok est un important nœud de communication ferroviaire, se situant près du chemin de fer Saint-Pétersbourg – Moscou, bien qu'aujourd'hui la ligne contourne la ville. Des lignes mènent, outre à Moscou et à Saint-Pétersbourg, à Viazma, à Rjev, à Likhoslavl, Ostachkhov et Tver,. La ville a une gare côté rive gauche. Elle a aussi une gare routière pour les bus juste à côté de la gare ferroviaire. La ville dispose d'un réseau de transport en commun de bus, privatisée, avec au total 30 lignes desservant la ville et les localités alentour. Les bus fonctionnent au maximum de 6 h 0 à 21 h.
Les aéroports les plus proches sont l'aéroport de Moscou-Cheremetievo à 191,69 km, l'aéroport international de Vnoukovo à 214,44 km et l'aéroport de Moscou-Domodedovo à 255,70 km,. La ville compte aussi un aérodrome militaire et un héliport privé de Gazprom.

## Toponymie
Le nom de la ville vient des mots « торг, торжище », translittérés en « torg, torjichtché», qui signifient lieu de commerce, place marché. En effet, la ville a été fondée comme comptoir commercial. Depuis le XIIe siècle, les noms de « Новый Торг » (Novy Torg, soit littéralement le « Nouveau Torg »), et de « Торжок » (Torjok) ont été retrouvés dans les chroniques russes, et les noms « Торг » (Torg), « Торжец » (Torjets) peuvent aussi apparaître dans les documents anciens,,.
Même si c'est le nom de Torjok qui s'est imposée dans la langue pour devenir le nom officiel de la ville, l'autre nom subsiste toujours. L'adjectif de Torjok « торжокский » (Torjokski) s'utilise autant que « новоторжский » (Novotorjski). Enfin, le nom de Novy Torg se retrouve dans la gentilé, les habitants de la ville étant désignés en russe sous le nom de  « новоторы » (Novotory),.
En 1820, il a été tenté d'unifier les noms, à un moment où le nom de l'ouïezd était l'ouïezd de Novy Torg mais le nom de la ville était Torjok. Le nom « Новоторжск » (Novortojsk) comme nom unique est apparu sur les documents, mais il n'a pas pris racine. Finalement en 1963, le nom de la ville est restée Torjok, et le nom du raïon est le raïon de Torjok (jusqu'en 1963 : raïon de Novy Torg).

## Histoire

### Fondation et première mention

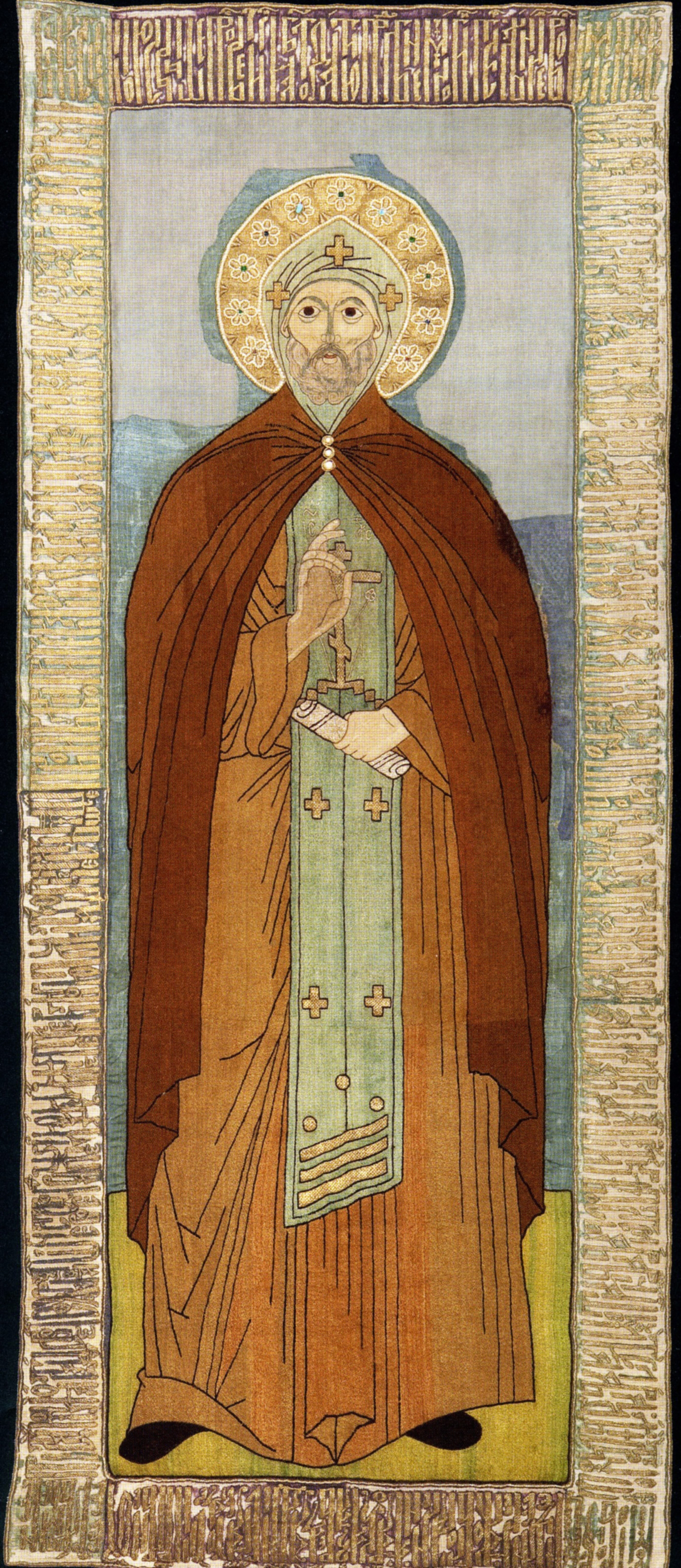
Éphraïm de Novy Torg.

Pour les standards russes, Torjok est une ville les plus anciennes, bien que sa date exacte de sa fondation soit pas connue. Il est généralement admis que la ville a été fondée au tournant des IXe et Xe siècles par les marchands de Novgorod, des Slaves. À l'origine, la ville était un comptoir commercial.
La première mention, indirecte, du nom de Torjok, ville alors nommée Novy Torg/Torj, apparaît sous sa forme adjectivale dans un passage de la Chronique laurentienne : Été 6523 (1015 après la naissance du Christ) « Le révérend Éphraïm de Novy Torg était à cette époque ». Ce moine et boyard d'origine hongroise, Ephraïm de Novy Torg, fonda en 1038 le monastère des Saints-Boris-et-Gleb.
Mais la première mention fiable de Novy Torg explicite date seulement de 1139 dans la Chronique de Novgorod. Elle traite de la prise cette année-là de la ville par le prince de Souzdal Iouri Dolgorouki, surnommé en vieux russe Giourgui : « Au cours de l'été 6647... et Giourgui se mit en colère, retournant à Soujdal, prenant Novy Torg. ».

### République de Novgorod

#### Débuts de la ville
Depuis sa fondation, la ville fait ainsi partie des possessions de la république de Novgorod, avec la riche Novgorod comme capitale. Au XIIe siècle, la ville était située à la frontière sud-est de la république, et était le chef-lieu du volost de Novy Torg. Les knèzes et possadniks de la ville étaient nommé lors de la vétché, assemblée populaire médiévale comprenant non seulement les membres de la population urbaine, mais également la population rurale libre. La ville était située sur la route commerciale reliant Novgorod aux principautés du sud de la Russie, route qui longeait la Tvertsa, affluent de la Volga, de loin la plus importante artère économique de l'époque.
Cela lui a ainsi conféré un statut de place commerciale importante. À l'époque, la ville commandait la seule voie permettant le transport de grains vers Novgorod ; si Torjok bloquait la route, une pénurie de grains et une grave famine frappaient à coup sûr Novgorod — elle était connue comme étant la clé de la république de Novgorod. Il n'est donc pas surprenant que la ville ait fréquemment changé de mains au cours des guerres féodales. La ville était entourée d'un mur de forteresse avec des douves. Pendant toute la république de Novgorod, elle était dirigée par des voïvodes envoyés de Novgorod. Mais cette place stratégique lui a aussi donné un développement économique important avec un développement de l'artisanat, dont des borderies d'or, considérées comme le plus ancien artisanat russe, à destination des riches marchands, des boyards et des cours princières. La ville accueillait de nombreuses enchères et foires avec jusqu'à 2 000 marchands à la fois. Mais sa place frontalière l'a rendue vulnérable aux affrontements entre la république de Novgorod et ses voisins. Au cours de son histoire complète (jusqu'à nos jours), Torjok brûla 28 fois, dont neuf fois presque complètement. De cette époque a été retrouvé lors de fouilles 19 documents sur écorces de bouleau, soit la troisième ville avec le plus après Staraïa Roussa et Novgorod.

#### XIIesiècle

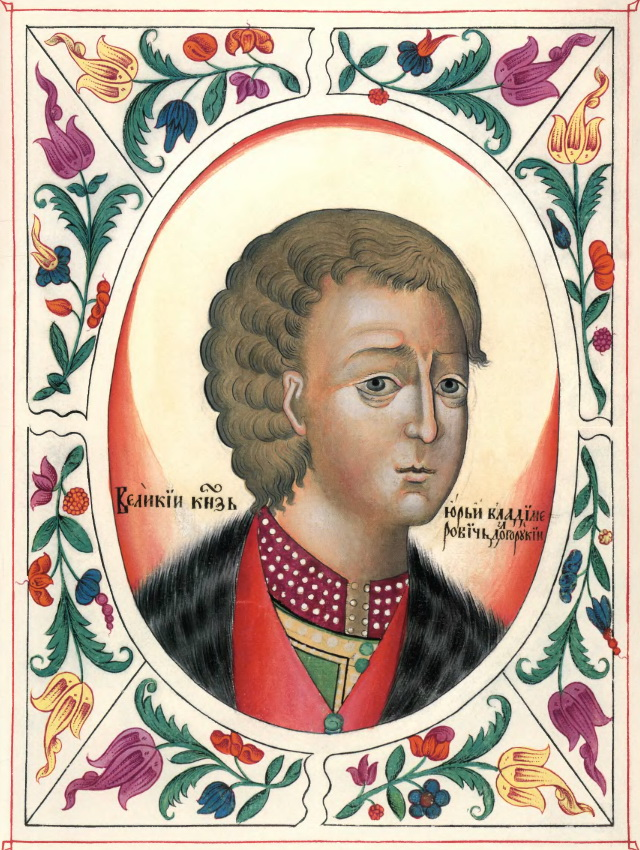
Iouri Dolgorouki dans le Titulaire du tsar, 1672.

En 1139, lors de sa première mention la ville fut prise par Iouri Dolgorouki, prince de Souzdal, qui était irrité par le refus des Novgorodiens de l'aider dans la lutte contre le prince Vsevolod II qui montait sur le trône à Kiev. La ville fut incendiée, et des centaines de prisonniers furent envoyés à Vladimir. En 1146, Torjok fut à nouveau prise par Iouri Dolgorouki, se vengeant de Novgorod, avec de nombreuses victimes. Le prince Sviatopolk Mstislavitch, prince de Novgorod, avec son armée, se retrouvèrent en 1147 coincés dans la boue près de Torjok. En 1158, le prince de Smolensk (futur grand-duc de Kiev) Rostislav Ier mit son fils David Rostislavitch sur le trône de Torjok, et son autre fils Sviatoslav Rostislavitch sur celui de Novgorod. Mais les Novgorodiens ne voulaient pas de David à Torjok, firent pressions sur Sviatoslav qui finit par déposer son frère de Torjok la même année. Cependant, Sviatoslavl fut chassé en 1167 de Novgorod, après que son fils Roman Mstislavitch soit monté sur le trône de Novgorod. Avec son allié André Ier Bogolioubski, grand-Duc Vladimir, ils décidèrent de ne pas autoriser l'ambassade de Novgorod à Kiev, et occupèrent Torjok. Mais les habitants de Torjok résistèrent, et en représailles, les deux brûlèrent la ville,,,.
Après de fortes gelées hivernales et un été sec en 1770, les récoltes furent inexistantes. Les prix des denrées que sont l'avoine, le blé, et le navet ont été multipliés par 20, et la famine est arrivée à Torjok. De nombreux habitants ont quitté leur maison et ont fui vers le sud.
En 1181, la république de Novgorod envoie des troupes à Sviatoslav III qui est en lutte contre grand-duc de Vladimir Vsevolod III Vladimirski. Ce dernier assiégea pendant cinq semaines la ville en représailles, et le grand-duc de Vladimir brûla la ville et captura ses habitants. L'année suivante, Vsevolod III Vladimirski assiégea à nouveau Torjok. Les habitants demandèrent de l'aide à Novgorod, mais l'aide n'arriva pas. La faim et les maladies s'installèrent dans la ville, et après un siège de plus d'un mois, la résistance est brisée, et la ville à nouveau ruinée.
En 1197, la ville était à nouveau à son apogée, et le prince de Novgorod Iaroslav Vladimirovitch s'y installa, tandis qu'il envoyait des voïvodes pour gouverner à Novgorod.

#### XIIIesiècle

##### De 1200 à 1250

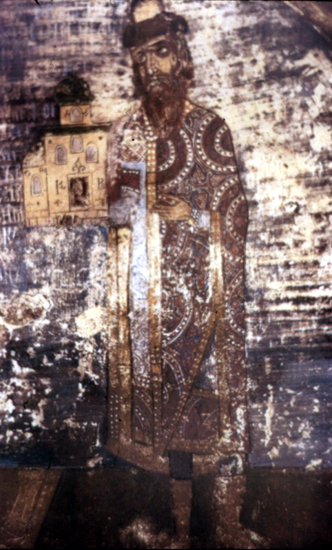
Fresque de Iaroslavl II de Vladimir à l'église du Sauveur à Nereditsa. Vers 1246.

En 1210, la ville devient le plus grand centre de commerce du pain, ce qui rapporte beaucoup de revenus. Sa richesse n'est pas inférieure à Novgorod. Le prince de Toropets, Mstislav Mstislavitch, ayant conscience de cette richesse, attaqua de manière inattendue la ville, capturant les boyards de Novgorod et les enchaînant. Peu après en 1215, Iaroslav II de Vladimir, prince de Novgorod, accepta l'offre des habitants de Novgorod de diriger leur ville, mais désireux de se venger d'une ancienne trahison, interdit l'approvisionnement en nourriture par Torjok de Novgorod, en bloquant la Tvertsa et d'autres routes. Novgorod subissait alors une mauvaise récolte, entraînant de nombreuses personnes à mourir de faim, avec la peste s'installant aussi à Novgorod. Les Novgorodiens ne pouvant plus tolérer cela, se tournèrent vers leur ancien prince Mstislav Mstislavitch. Dans un premier temps, ce dernier envoya des ambassadeurs à Iaroslavl pour demander réconciliation, mais en vain.
Le 11 février 1216, Mstislav Mstislavitch vint à Novgorod, arrêta le voïvode de Iaroslavl II. Il dit aux habitants de Novgorod : « Allons chercher vos maris, vos enfants et votre pouvoir, afin que Torjok ne soit pas Novgorod ou que Novgorod ne soit pas Torjok ». Il envoya un ultimatum à Torjok : « Laissez partir mes sujets et mes invités, éloignez-vous de Torjok et prenez l'amour avec moi. ». Iaroslavl II répondit à son beau-père en capturant tous les Novgorodiens qu'il avait trouvés à Torjok, soit plus de 2 000 personnes, qui furent emmenés enchaînés dans les villes de la principauté de Vladimir-Souzdal. Plusieurs mois plus tard, il est battu en 1216 par son Mstislav Mstislavitch, lors de la grande bataille de la plaine de Lipitsa (bataille au cours de laquelle il perdit son célèbre casque), avant qu'il se retire dans son fief à Pereïaslav. En 1225, un détachement de 7 000 Lituaniens attaqua la ville, détachement qui pilla et brûla Torjok.
En 1228, la ville connut un soulèvement des habitants contre le prince et de manière générale l'élite dirigeante. Les paysans composaient le noyau du soulèvement, qui étaient victimes des mauvaises récoltes. Les boyards et une partie importante des marchands ont été contraints de fuir la ville vers Tchernigov.

En 1238, lors de l'invasion mongole de la Rus' de Kiev de Batu, khan de la Horde d'or, Torjok ne reçut aucune aide de Novgorod. Pendant deux semaines, du 21 février 1238 au 5 mars 1238, la ville est assiégée, et la résistance est mené par le possadnik Ivanko. Le 5 mars, l'ennemi entre dans la forteresse par les portes de la tour Spasskaïa du kremlin de la ville et rase tout. D'après la chronique, :  … les ennemis ont pris Torjok et ont tout tué, du vieil homme au bébé, de l'homme à la femme ». Encore aujourd'hui, les traces archéologiques montrent cet évènement, avec dans la couche de l'incendie de 1238 des ossements humains et des restes d'icônes brûlées. Mais la ville de Novgorod ne subit pas d'attaques, les Mongols faisant par la suite demi-tour.

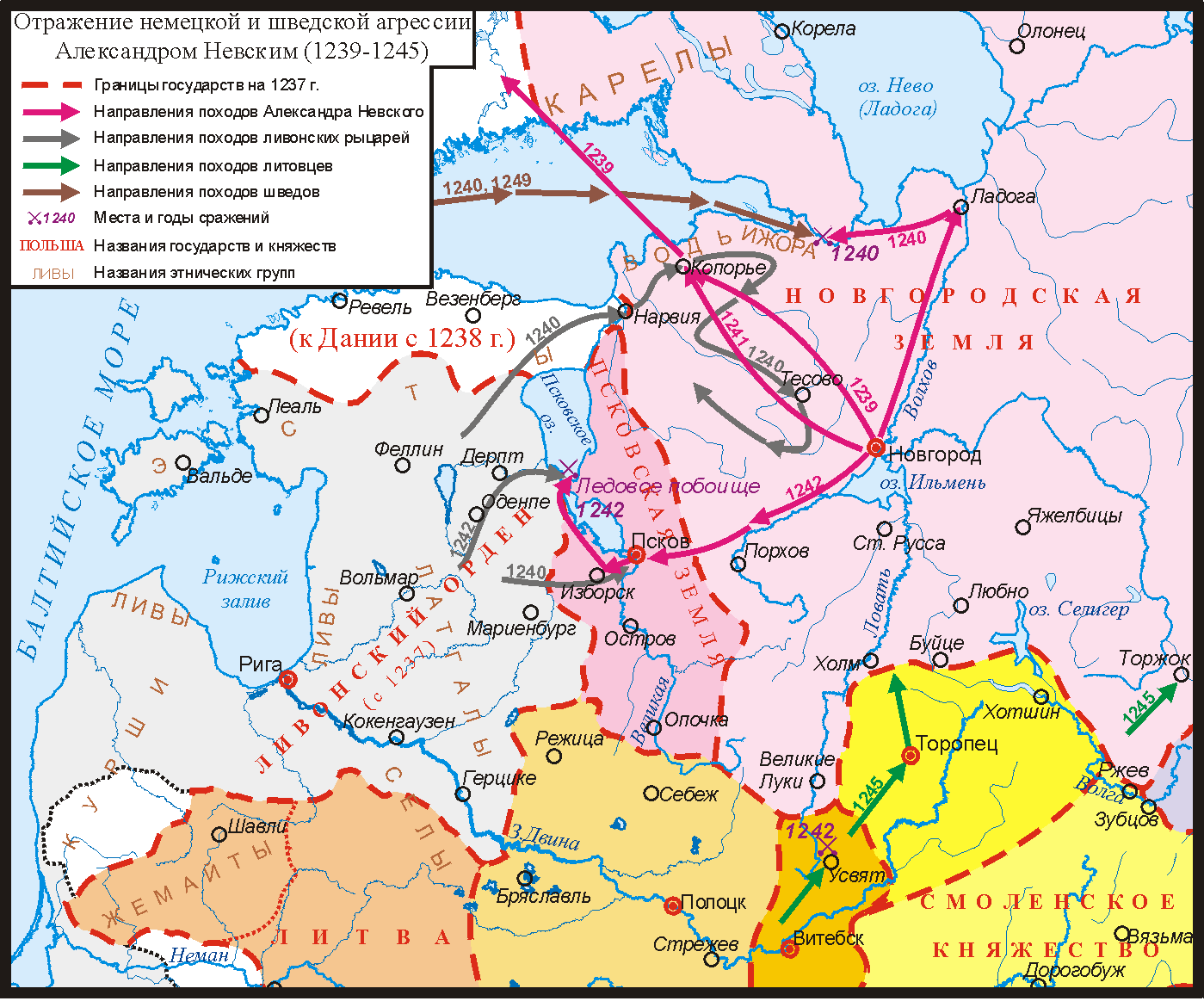
Campagne lituanienne de Nevski. Torjok est en bas à droite.

En 1243, Torjok fut attaqué par les Lituaniens lors d'un raid. La ville fut incendiée, avec de nombreux morts. La ville fut reconstruite autour du monastère des Saints-Boris-et-Gleb, et la ville a commencé à se faire appeler Novy Torg ou Novy Torjok (Novy signifiant « nouveau »).La ville de Torjok fut à nouveau attaquée en 1245 par les troupes du Grand-duché de Lituanie pendant la campagne lituanienne d'Alexandre Nevski, Alexandre Nevski voulant arrêter les raids des Lituaniens en terre rus'.

##### De 1250 à 1300
En 1273, la vétché à Novgorod dut décider qui devait être le prochain prince de la république de Novgorod entre le fils de Nevski Dimitri Ier Vladimirski ou le fils de Iaroslavl II Vassili Ier de Vladimir. C'est Dimitri qui fut élu prince, mais Vassili, apprenant la nouvelle, fut contrarié, et décida d'occuper Torjok et incendia plusieurs bâtiments. Il installa un confident comme voïvode de Torjok. En même temps, tous les marchands de Novgorod situés à Tver, Vladimir et Kostroma ont été arrêtés et leurs marchandises ont été confisquées, ce qui a entraîné une forte hausse du prix du pain à Novgorod. Dmitri commença à rassembler une armée pour chasser Vassili, mais Vassili disposait du soutien des Tatars. Dimitri, comprenant qu'il allait perdre, s'enfuit à Pereïaslavl-Zalesski, et Vassili devint prince de Novgorod.
Le 5 août 1285, un jour avant la fête de la Transfiguration, les habitants de Torjok, unis aux escouades de Volotchok, de Tver, de Moscou de Dmitrov et d'autres villes infligèrent une forte défaite aux Lituaniens, et tuèrent le grand-duc de Lituanie Daumantas de Lituanie (quelque part dans l'actuel oblast de Tver, sans qu'on sache où précisément).

#### XIVesiècle

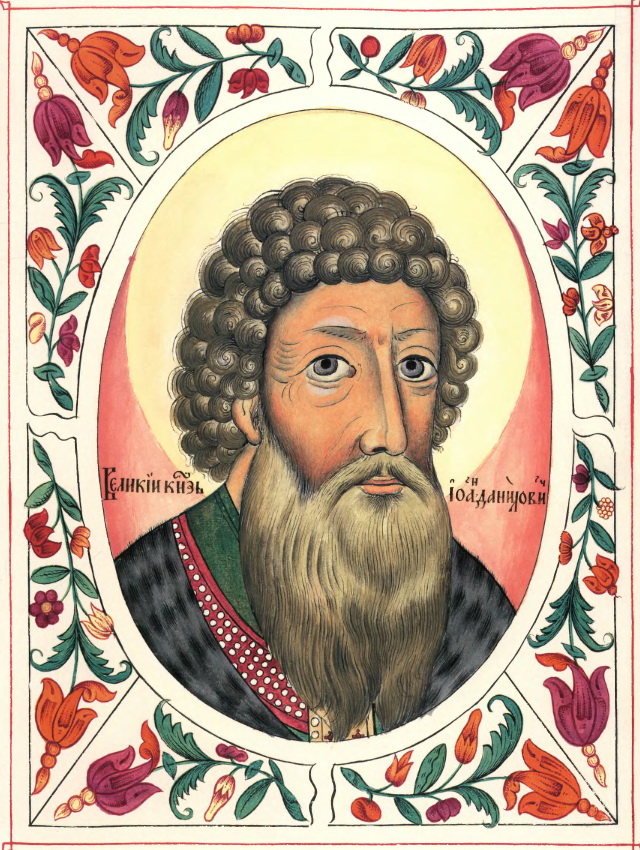
Ivan Ier Kalita, dans le Titulaire du tsar, 1672.

Le 3 juillet 1300, un incendie se déclara dans la ville, alors que le temps était sec et venteux. Une partie importante de Torjok fut détruite. Trois ans plus tard, l'hiver 1303, froid mais sans neige succéda à un été sec. Torjok subit de mauvaises récoltes, conduisant à la famine.
En 1317, le prince de Tver et grand-duc de Vladimir Michel III de Vladimir, déclara la guerre à Novgorod, captura Torjok et la ruina. En 1333 et 1334, Torjok fut dévastée à deux reprises par les troupes du grand-duc de Moscou Ivan Ier Kalita car la république de Novgorod avait refusé de payer des impôts sur leur commerce avec la Sibérie. En 1340, le peuple de Torjok se souleva contre les boyards, et les Novgorodiens furent chassés de la ville. Les boyards partirent vers Novgorod, et la ville fut occupée par les troupes de Siméon Ier le Fier, prince de Moscou. La ville fut touchée par la peste en 1365, avec un taux de mortalité élevé.
Le 31 mai 1372, la ville souffrit d'un siège mené par le prince de Tver Mikhaïl Aleksandrovitch. Lors du siège de la ville, le voïvode de Novgorod et frère du possadnik de Staraïa Roussa, Aleksandr Abakoumovitch (ru), mourut. Mikhaïl ordonna d'incendier la ville, et quelques heures plus tard, il ne restait que des ruines et trois églises incendiées. Des milliers d'habitants se jetèrent dans la Tvertsa pour éviter d'être étouffés par la fumée, lais se noyèrent dans la Tvertsa. Le monastère fut partiellement détruit et pillé. Les livres et tous les biens du monastère, y compris les manuscrits d'Éphraïm, furent amenés à Tver (où ils périrent dans un incendie plus tard).
En 1393, le grand-duc de Moscou Vassili Ier, mécontent de la politique de la république de Novgorod, lui déclara la guerre. Sur son chemin, il occupa Torjok. Le voïvode d'alors, le boyard Maxim Danilovitch, comprenant l'absurdité de l'effusion de sang, laissa passer librement l'armée de Moscou. Mais les partisans de Novgorod se rebellèrent dans la ville et tuèrent Danilovitch. Face à la rébellion, les Moscovites dévastèrent la ville et ses environs,.

#### XVesiècle

##### Tragédie de Torjok

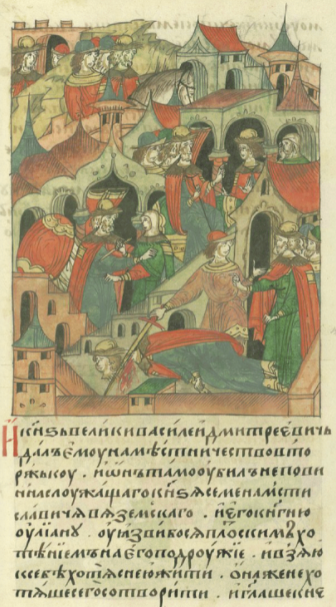
Meurtre de Semion. Chronique illustrée d'Ivan le Terrible, XVIe siècle.

À la fin du XIVe siècle et au début du XVe siècle le prince de Smolensk Iouri de Smolensk et le prince de Viazma Semion Mstislavitch (ru) menèrent une lutte désespérée contre le prince lituanien Vytautas le Grand pour les terres de Smolensk. En 1404, à la suite de la trahison des boyards locaux de Smolensk, la ville de Smolensk fut capturée, ainsi que l'épouse du prince Iouri. Les deux princes et leurs troupes demandèrent refuge à Novgorod et Moscou. Ils reçurent Torjok, et le prince Iouri laissa Semion régner à Torjok, tandis qu'il se rendait à Moscou pour demander de l'aide à Vassili Ier dans la lutte contre la Lituanie. D'après les chroniques, les deux princes étaient aux antipodes. Iouri était impérieux, cruel, fier et arrogant tandis que Semion était courageux, chaste, juste, pieux et gentil. Le règne de Semion a plu aux habitants, et Semion épousa la jeune pieuse et belle Iouliana, fille des boyards de Torjok Maxim Danilovitch et Maria Nikitichna Gostomyslov (les deux morts en. Le prince et son épouse se marièrent dans l'église de la Transfiguration,.
Mais au cours de l'hiver 1406, le prince Iouri revint de Moscou, après avoir reçu une promesse de soutien de Vassili Ier dans la lutte contre les Lituaniens. Torjok fut divisé par accord en deux parties, avec un prince dans chacune des deux. En voyant la princesse Iouliana, Iouri tomba amoureux, et lui fit de nombreuses avances, en la poursuivant de partout. Un jour, Iouri, furieux qu'elle refuse, tua les deux époux, Semion et Iouliana. Plusieurs versions existent dans les chroniques sur la façon du meurtre. L'une dit que Iouri, ivre après un joyeux festin, aurait voulu prendre possession de la princesse par la force, mais elle, en état de légitime défense, aurait saisi un couteau et l'aurait blessé. À ce moment-là, Semion rentra dans la pièce (selon une version car il entendait les cris, selon une autre car il était alarmé par un lourd pressentiment). Iouri, désemparé, aurait attaqué son ami avec une épée, le tuant. Iouri a ensuite poignardé avec son épée Iouliana, qui priait à ce moment-là. Iouri ordonna ensuite à ses esclaves de couper les bras et les jambes de Iouliana, et de jeter le corps dans la rivière Tvertsa, ce qui a été fait. Une autre version veut qu'après le repas, il tua le prince de Viazma, pour profiter de son épouse. Mais Iouliana saisit un couteau, et voulant le poignarder à la gorge, elle rata et toucha la main de Iouri. Iouri dégaina son épée, rattrapa Iouliana dans la cour, la coupa en morceaux et ordonna de la jeter dans la rivière,.
Iouri de Smolensk, ayant honte de son péché et de son déshonneur, quitta Torjok pour se réfugier dans la Horde d'or. Mais il erra plusieurs mois dans les steppes et forêts jusqu'à qu'il trouve refuge dans un monastère de la région de Riazan, où il mourut le 14 septembre 1407,. Ce monastère serait le monastère Venev-Nikolski (ru), dans l'actuel oblast de Toula.
À Torjok, les habitants enterrèrent avec les honneurs le prince assassiné, et après un certain temps, le corps de Iouliana fut retrouvé par un chrétien qui a vu le corps flotter le long de la Tvertsa à contre-courant. D'après les chroniques, il entendit une voix lui ordonnant d'aller à la cathédrale pour dire au curé ce qu'il avait vu. Le corps fut sorti de l'eau et enterré dans la cathédrale de la Transfiguration, avec un sanctuaire construit en son honneur. Elle est vénérée depuis comme une sainte locale.

##### De 1406 à 1478
Au début du XVe siècle, la ville frappait sa propre monnaie. En 1417, Torjok et Novgorod sont à nouveau touchées par une épidémie de peste, avec un taux de mortalité exceptionnellement élevé. En 1422, 1433 et 1434, Torjok a subi des famines importantes, dues à de mauvaises récoltes et aussi pour les deux dernières à la guerre de Succession moscovite, qui rendait impossible le transport de céréales depuis d'autres endroits.
En 1446, Boris Aleksandrovitch (ru), prince de Tver, attaqua la république de Novgorod qui était affaiblie et captura Torjok. La ville subit de lourdes pertes, les biens précieux des églises et des habitants furent transportés à Torjok sur 40 charrettes,.
En 1471, à la suite d'accords entre la mairesse de Novgorod Marfa Boretskaïa et le grand-duc de Lituanie Casimir IV Jagellon, la mairesse accorda à Casimir qu'il puisse nommer son propre tioun (ru) (gouverneur) à Torjok. Le grand-prince de Moscou Ivan III ne voulait pas que la Lituanie domine Novgorod, tandis que Novgorod cherchait à ne pas être soumise à la Moscovie. Ivan III mena des négociations avec Novgorod, proposant à la république son aide, mais Novgorod refusa. Le 29 juin 1471, Ivan III occupa Torjok.

### Moscovie, tsarat et Empire russe

#### De l'annexion auXVIIIesiècle
La ville est incorporée, avec le reste de la république de Novgorod, à la Grande-principauté de Moscou en 1478 par le grand-duc Ivan III. À cette époque, la ville acquiert son aspect unique : au centre de la ville se trouvait le Kremlin, avec des douves, des murs en bois et 11 tours, des zones résidentielles, nommées posads, entouraient le Kremlin. L'explorateur hollandais Jan Janszoon Struys (nl), qui s'y est rendu ici à la fin du XVIIe siècle, a noté que « la ville est très peuplée et belle »,. Dès son annexion en 1478, la ville devient le centre d'un ouïezd, ouïezd composé de 15 volosts. En 1565, après la division par le tsar Ivan le Terrible du tsarat de Russie entre l'opritchnina et la zemchtchina, Torjok devient une partie de cette dernière.
Au début du XVIIe siècle, la ville est touchée par le Temps des troubles, crise politique et sociale qui secoue le pays, où le pays est attaqué par la république des Deux Nations et la Suède. En 1606, la ville fut encerclée par les 3 000 troupes polonaises du colonel Aleksander Zborowski (en). Les tirs d'artilleries causèrent d'importantes destructions, en particulier l'ancienne église Vvdenskaïa qui brûla, causant la mort de 17 personnes qui étaient dans l'édifice. Le 17 juin 1609 (27 juin dans le calendrier grégorien), une autre bataille a lieu à Torjok entre d'une part les détachements de l'armée russo-suédoise du boyard Mikhaïl Skopine-Chouïski (ru) et du comte Jacob De la Gardie, et d'autre part l'armée des interventionnistes polono-lituaniens qui soutenaient le Second faux Dimitri. Le détachement du boyard s'élevait à 3 000 personnes. L'armée russo-suédoise remporta la bataille, mais la ville fut gravement dévastée, ses églises et monastères pillés, et de nombreux habitants tués. Les Polonais fuirent Torjok,,. Mais en 1617, la ville est prise par les polonais.
La ville fut touchée en 1618 par un grand incendie qui brûla la tour et les murs du kremlin. En 1625, par oukaze du tsar Michel Ier, un livre de scribe de Torjok fut compilé, détaillant l'économie et la vie urbaine d'alors. D'après le livre, la ville mesurait 3 verstes de long, 2 de large et 8 verstes de circonférence. Elle était divisée en 16 blocs, avait 6 places et 69 rues. La même année, le couvent de la Résurrection fut fondé. En 1654, la ville est touchée par une épidémie de choléra, qui tue 224 personnes dans la ville.

En 1661 et 1674, la ville reçut la visite du diplomate autrichien Augustin Meyerberg (ru) et de l'ingénieur suédois Erik Palmqvist (sv), qui voyageaient avec leur ambassade à Moscou. Il laissèrent par ailleurs des notes de leur voyage sur Torjok. Au dernier tiers du XVIIIe siècle, plusieurs industries encore importantes de la ville apparaissent, en particulier les tanneries avec la production de maroquin qui commence dans les années 1670. La petite entreprise de tannerie Mychkine de Torjok avait fait sa réputation dans le pays. En 1671, la ville de Torjok avait 624 ménages, soit la onzième ville par de nombre de ménages du pays. En 1696, des dizaines de maisons ont brûlé par un violent incendie, ainsi que la maison du zemstvo. Un nouvel incendie majeur détruisit en 1698 une partie importante de la ville, dont presque toutes les institutions gouvernementales.

#### XVIIIesiècle

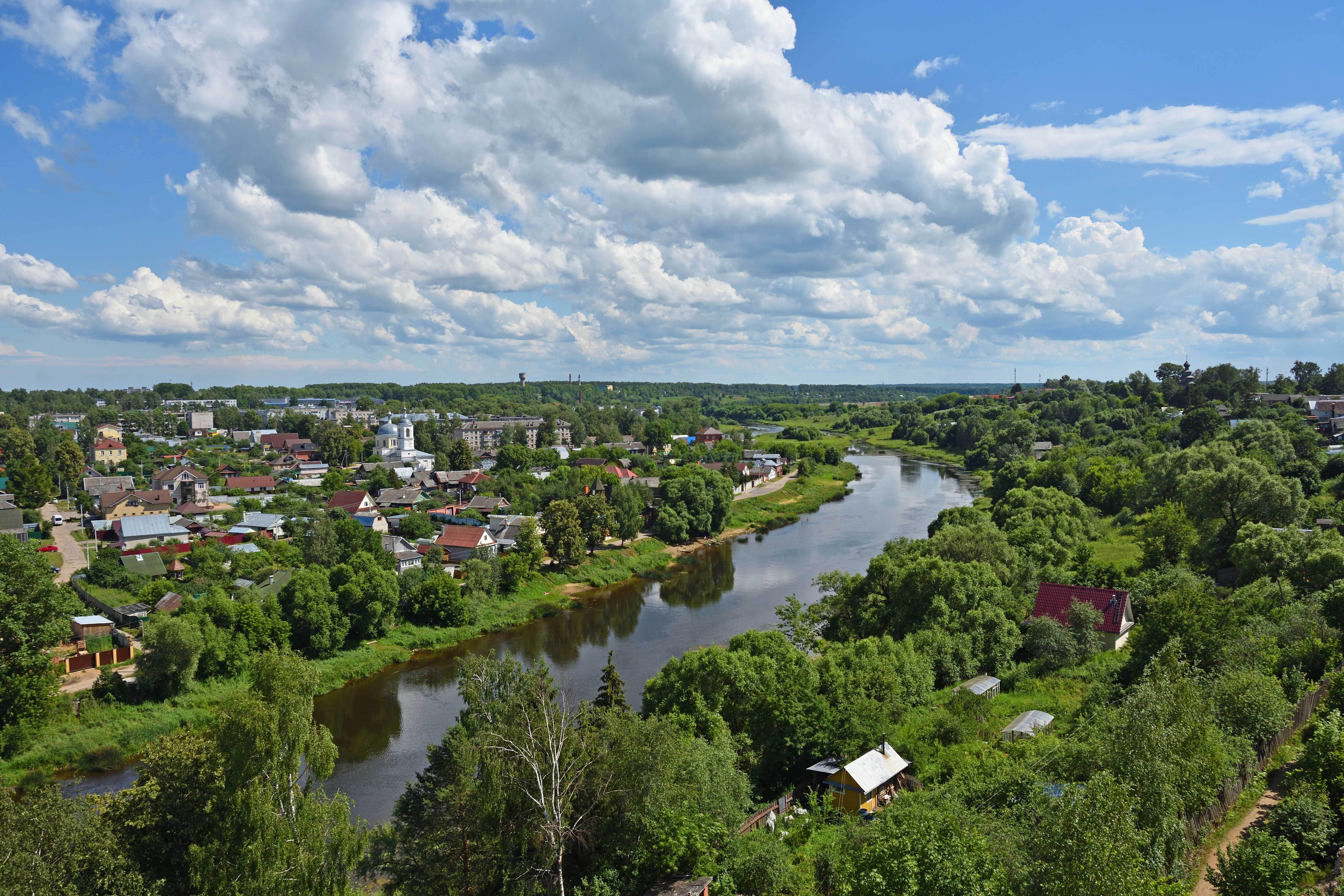
La Tvertsa à Torjok vue depuis le monastère.

Après la construction de Saint-Pétersbourg en 1703 par le tsar Pierre Ier le Grand, la ville devint un point majeur sur la route entre Moscou et Saint-Pétersbourg, en particulier sur la voie postale. La voie se trouvait sur la rive gauche, ce qui permit à cette partie de la ville jusque-là délaissée de se développer. Le 12 janvier 1703 (23 janvier dans le calendrier grégorien), Pierre Ier ordonna la construction du canal de Vichni-Volotchok, qui est ouvert en 1709, qui relie la mer Baltique (plus précisément, la rivière Msta, affluent de la Néva) à la Tvertsa. Ce canal a eu une grande influence sur l'économie de la ville, avec les échanges commerciaux qui se sont accrus et le développement de l'artisanat,. En 1775 par exemple, 3 710 barges, 156 demi-barges et 525 autres grands bateaux sont passés par la Tvertsa, et la même année, 30 mille charrettes sont passées par la route vers Saint-Pétersbourg.
De nouvelles industries apparaissent, usines de cire, de malt, de vinaigre, de cuir brut, de brique et de vin, usines de lin et de toile, grands moulins à eau. Des entreprises relativement grandes se créent dans le secteur du cuir de Russie. Mais l'agriculture reste elle sous-développée, les agriculteurs souffrant du manque de terres et des faibles rendements, sans parler des conditions de travail. Dans la seconde moitié du XVIIIe siècle, la ville avait 11 usines de cuir brut, 7 usines de pots, 3 usines de saindoux, 5 usines de vinaigre et 13 usines de briques. 350 ouvriers travaillaient dans ces usines, principalement des serfs.
Le 18 décembre 1708 (29 décembre dans le calendrier grégorien), le tsar Pierre Ier le Grand institue sa réforme provinciale, qui divise l'Empire russe en 8 gouvernements. Torjok est ainsi rattachée au gouvernement d'Ingrie, gouvernement renommé gouvernement de Saint-Pétersbourg en 1710. Avec la réforme du 27 mai 1719 (7 juin dans le calendrier grégorien), les provinces (ru) sont créées comme niveau inférieur au gouvernement, et Torjok est incluse dans la province de Tver (ru). En 1727, le gouvernement de Novgorod est créé, auquel la province de Tver est rattachée. En 1775, Torjok devient une ville d'ouïezd, chef-lieu de l'ouïezd de Novy Torg (ru) du gouvernorat de Tver, rebaptisée gouvernement de Tver en 1796,,.
En 1709, une épidémie de peste touche la ville, entraînant de nombreux morts.
En 1733, une expédition en chemin vers la mer d'Okhotsk avec Stepan Kracheninnikov s'arrêta plusieurs jours à Torjok.
En 1742, un important incendie détruisit le kremlin, avec ses murs et tours, de Torjok ainsi que presque tous les immeubles d'habitations. Mais c'est surtout en 1766 qu'un incendie ravage le village, après que la foudre s'est abattue sur le bureau du voïvode. Ce dernier incendie avait détruit de nombreuses églises, galeries marchandes et les plus beaux bâtiments de la ville, ainsi que de nombreuses granges. Dès l'année suivante, un plan directeur unique est établi pour la ville, par décret gouvernemental du 2 mai 1767 (13 mai dans le calendrier grégorien), et de grandes constructions commencèrent à être érigé. L'administration municipale alloua 50 mille roubles impériaux pour la reconstruction de la ville sur une période de quatre ans. Environ 1 000 ouvriers du bâtiments arrivèrent de Novgorod pour la reconstruction. De grandes constructions émergèrent, dans un style architectural classique. En 1774, la ville est dotée d'un réseau de distribution d'eau,.

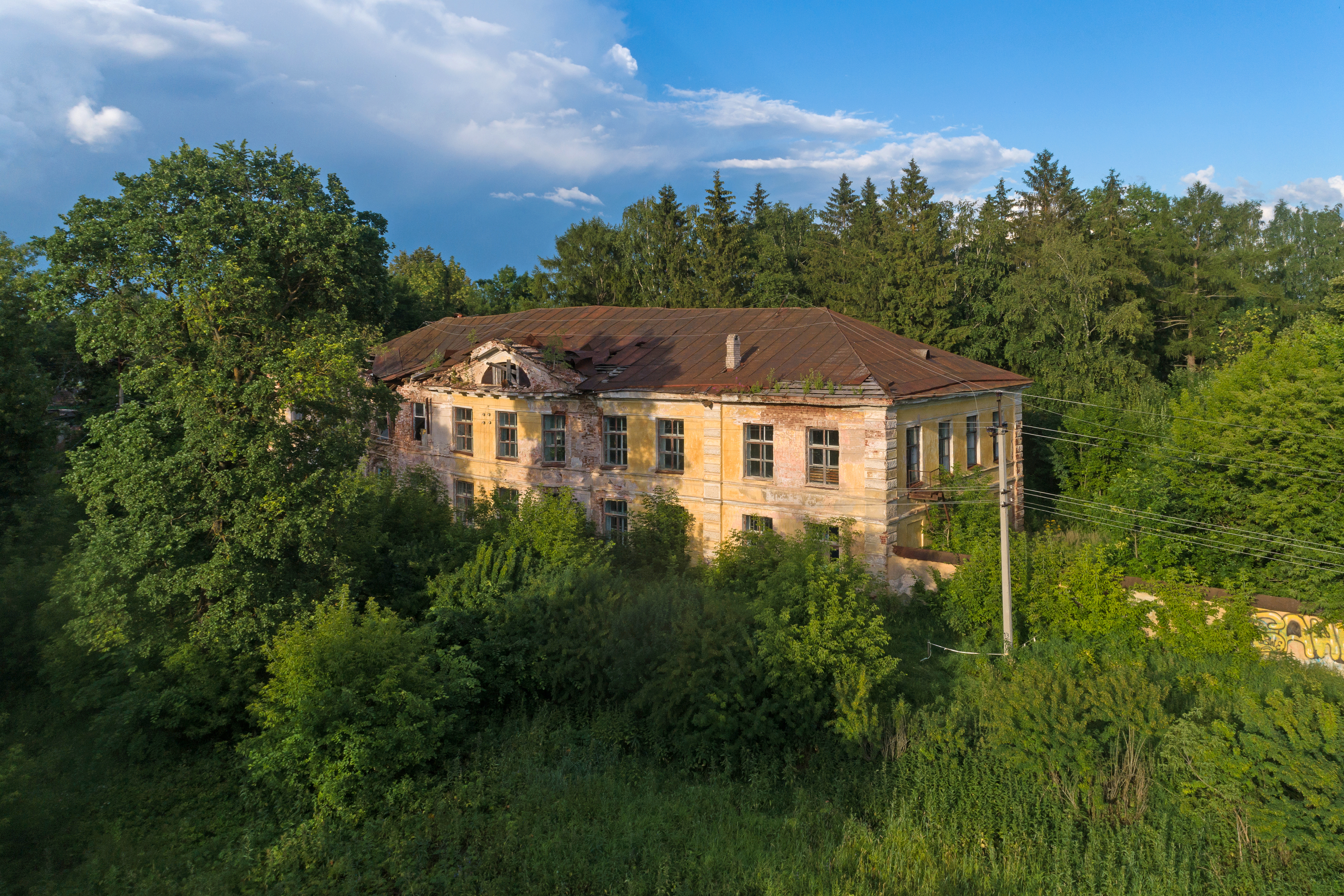
Le Palais du Voyage, aujourd'hui abandonné.

Lorsque  Catherine II passa à Torjok en 1776, le Palais du Voyage a été construit en urgence. Le palais se composait d'un bâtiment principal et de deux ailes, dans le style du classicisme russe,,. Cette dernière approuva le 10 octobre 1780 les armoiries de la ville ; 3 colombes volantes en or et 3 en argent sur fond bleu. Les armoiries ont été créées par un autre roi d'armes, le comte Franz Matveïevitch Santi (ru).
En 1777, la crue printanière entraîna des inondations sur la rive gauche, emportant le pont en bois et noyant tous les entrepôts de céréales et de sel.
En 1790, il est estimé qu'il y avait jusqu'à 750 artisans dans la ville, avec des peintres d'icônes, des orfèvres, des horlogers, des cordonniers, des tailleurs, des boulangers et des brasseurs.

#### XIXesiècleet débutXXesiècle

##### Début duXIXesiècle

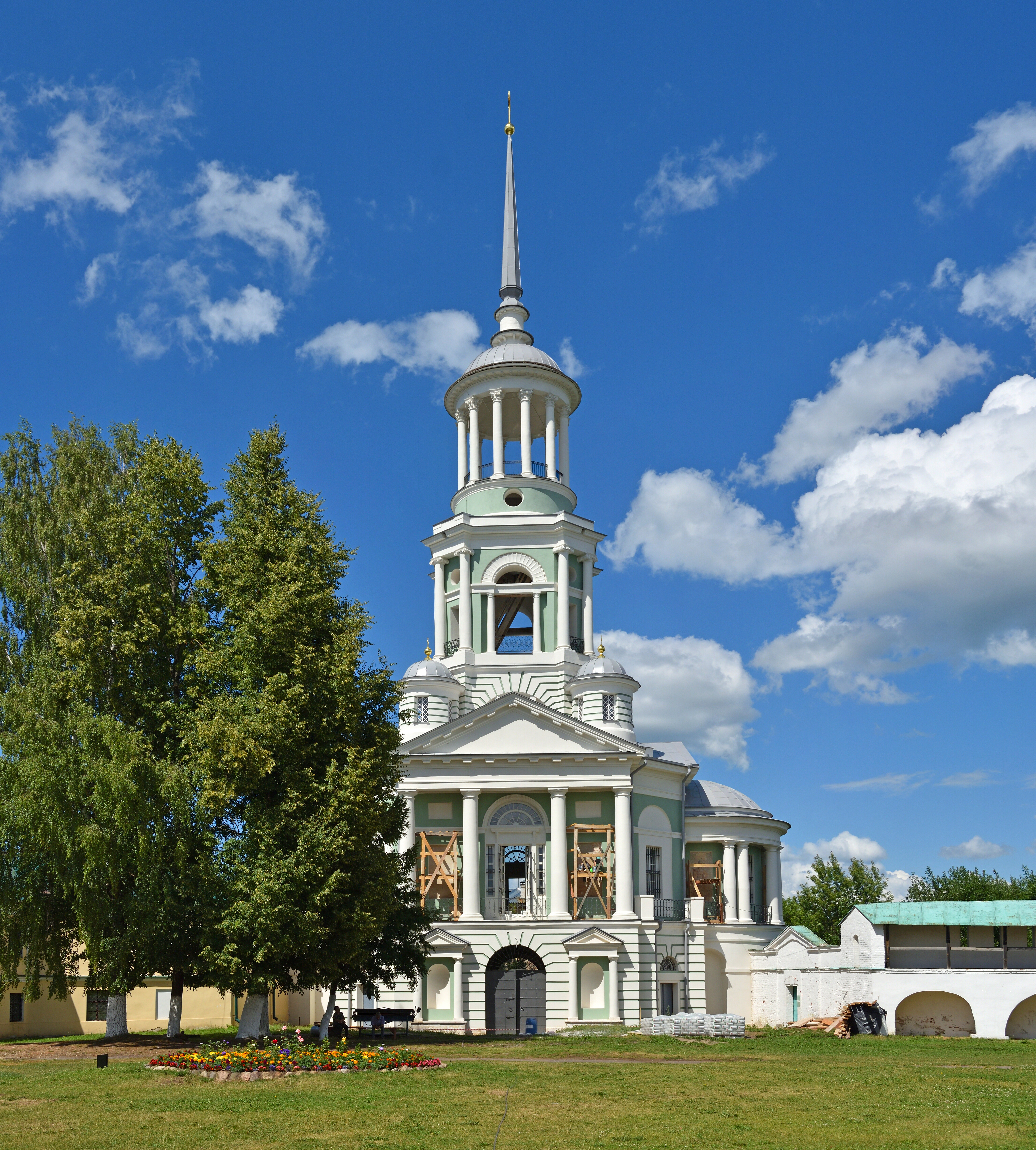
Église Saint-Mandylion de 1804.

Au XIXe siècle, la ville connaît son âge d'or avec de nombreuses constructions, profitant de sa situation sur les principales artères de transports. Au cours du XIXe siècle, des bâtiments publics apparaissent dans la ville, avec le premier hôpital qui ouvre en 1820 de six lits, puis la première pharmacie en 1824. La population la plus pauvre de la ville souffrait beaucoup à l'époque de fièvre à cause de malnutrition chronique,.
Alexandre Pouchkine, passait fréquemment à Torjok, avec sa première visite en 1811 lorsqu'il était en route pour le lycée de Tsarskoïe Selo, et un musée lui est aujourd'hui dédié dans la ville. Il y revient par exemple en 1826, où il apprit l'existence des œuvres des orfèvres et des brodeurs de Torjok. Sa dernière visite remonte à 1836. La ville fut aussi visitée pendant cette période des poètes et auteurs comme Nicolas Gogol et Sergueï Aksakov (les deux en 1839) ou en 1838 Vissarion Belinski, qui dit que « Torjok est une ville bonne et joyeuse. Elle possède de nombreuses églises, des maisons en pierre et l'emplacement sur la rivière Tvertsa est magnifique. [...] ». Dans un autre registre, la ville est visitée en 1843 par le compositeur et pianiste allemand Robert Schumann, lui notant dans son carnet de voyage que Torjok lui avait fait bonne impression « par la beauté de son emplacement et de ses commodités ».
Pendant la campagne de Russie menée par l’empereur Napoléon Ier en 1812, le maréchal Mikhaïl Koutouzov établit brièvement son quartier général le 16 et le 17 août 1812. De son quartier général, il était en contact le prince Piotr Ivanovitch Bagration et le prince Michel Barclay de Tolly.
En 1828, la ville enregistra le plus haut nombre de bateaux l'ayant traversé ; avec 8 840 navires et 1 378 radeaux. Toujours dans le domaine des transports, la route Moscou — Saint-Pétersbourg (aujourd'hui nommée la M10) est terminée, avec 20 stations de ravitaillement le long du parcours. Torjok était la huitième station en provenance de Moscou.

##### Essor économique

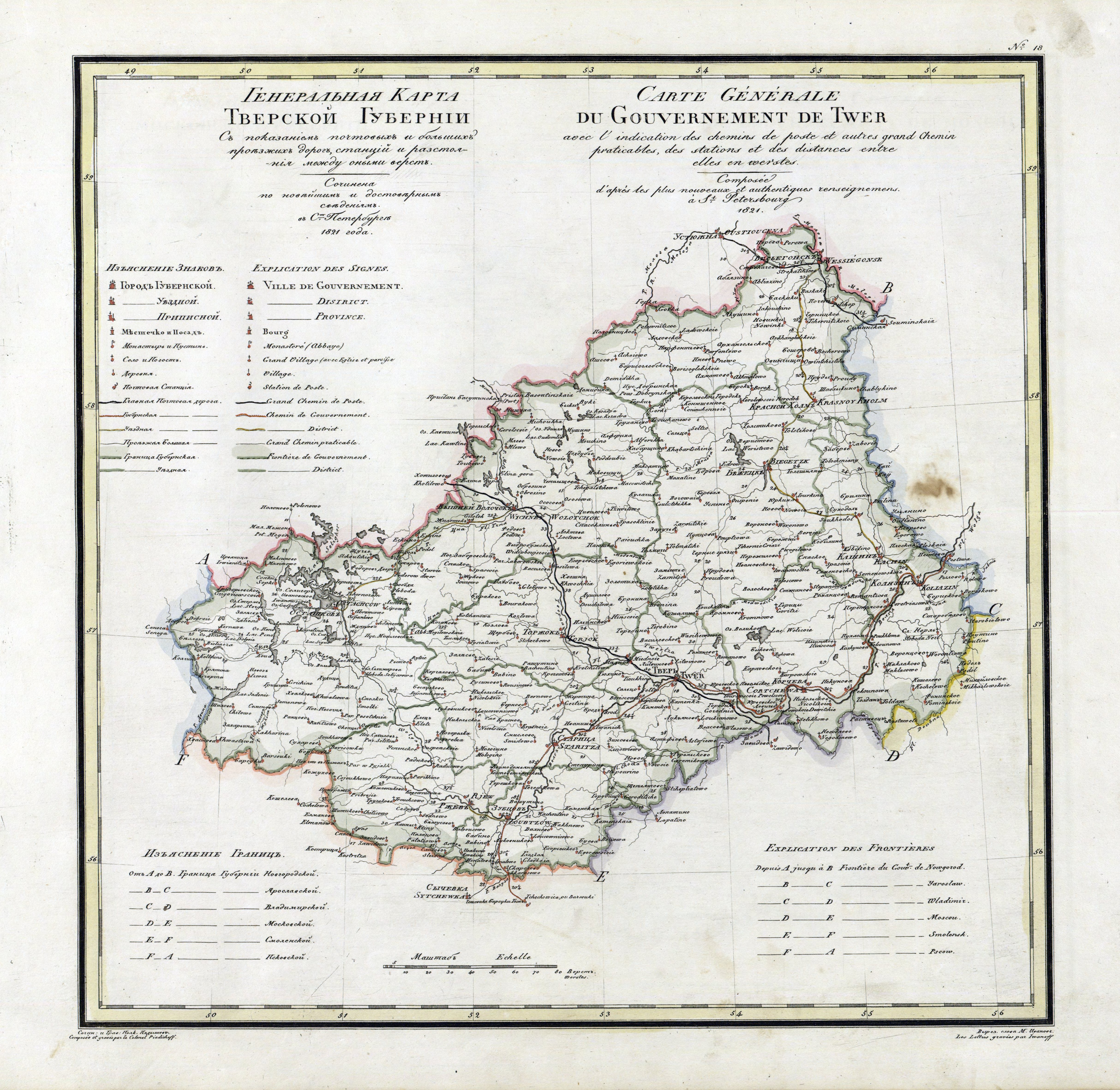
Carte en russe et en français du gouvernement de Tver en 1821. Atlas géographique de l'empire de Russie, 1820-1927.

Les industries dans la ville se développent avec ces nouvelles voies de communications ; en particulier des tanneries, broderies d'or, distilleries et ébénistes. Après l'abolition du servage en 1861, Torjok bénéficia de l'Otkhodnitchestvo (ru), c'est-à-dire des paysans venant travailler en ville de manière saisonnière pour apporter de l'argent. L'économie était centrée pour les hommes sur la couture, la cordonnerie et la forge, et les femmes dans la fabrication de briques et les broderies.
Concernant l'éducation, il y eut l'ouverture dans la ville d'une école pour femmes en 1842, un orphelinat au couvent de la Résurrection en 1842, un gymnasium masculin en 1844 et une école d'instituteurs de zemstvo en 1871,. Neuf moulins furent construits dans la ville, et la farine était principalement exportée vers Saint-Pétersbourg. Le nombre total de tanneries atteint à cette époque 71, dont 4 grandes et 67 petites. En 1846, la ville comptait 13 369 habitants. Il y avait 2 289 maisons dont 400 en pierre. En 1852, un nouveau bâtiment pour l'hôpital municipal a été construit par un marchand de Torjok. Il avait un service pour femmes de douze lits et un service pour hommes de vingt lits. En 1859, la population était passée à 16 233 personnes, avec 2 658 maisons dans la ville. La même année, une école de fille a été ouverte. Trois ans plus tard en 1862, une école de zemstvo de quatre classes a été ouverte.
En 1853, Torjok connu un nouvel incendie, brûlant les rues du nord de la ville, avec le vent fort qui propagea le feu sur la rive gauche (au niveau de la rue Sominka). Deux nouveaux incendies touchent la ville en 1862, qui détruisirent en tout 239 maisons dans la ville. En 1863, la ville subit de fortes grêles, et la même année, un navire a coulé dans la Tvertsa à la suite d'une tempête.

##### Reléguation de la ville en ville de province
Mais à partir de la seconde moitié, l'arrivée du train, avec la mise en service en 1851 du chemin de fer Nicolas, entre Moscou et Saint-Pétersbourg, est cependant néfaste pour la ville, les marchandises ne faisant plus arrêt à Torjok, même si une gare y est construite. Le Système d'eau Mariïnskaïa (ru) a le même effet sur la ville, réduisant les échanges. La ville perd ainsi son statut de place commerciale. En 1872, le chemin de fer de Likhoslavl à Torjok est mis en service après des travaux depuis 1869. En 1880, la ville subit un nouvel incendie dans la partie nord, avec plusieurs logements et des dépendances du séminaire des professeurs qui ont brûlé.
Au premier recensement général de l'Empire russe de 1897, Torjok comptait 12 698 habitants. Il y avait 21 usines et fabriques dans la ville ; les plus importants étaient le moulin à vapeur (Torjok avait un commerce important de pain) et 8 tanneries. La production artisanale se développe : dentelles et broderies dites « Novotorj » (or, argent et soie sur maroquin et velours). La ville comptait 29 églises, un hôpital de zemstvo et 10 écoles de différents niveaux.

##### Début duXXesiècle
En 1901, le zemstvo de Novy Torg a ouvert un dortoir dans la ville. La même année, un mauvaise récolte de seigle, de pommes de terre et de foin ont entraîné une famine parmi les paysans les plus pauvres. Cela a engendré une épidémie de scorbut dans le quartier le plus pauvre. Le 15 décembre 1905 (28 décembre dans le calendrier grégorien), la ville est dotée d'un service de police. Deux ans plus tard, le 7 septembre 1907 (20 septembre dans le calendrier grégorien), un nouveau bâtiment pour l'école a été inauguré.

En 1910, la construction de la ligne ferroviaire Torjok — Kouvchinovo a été achevé. Avec l'ouverture de nouvelles vois navigables et ferroviaires, le canal et ainsi la Tvertsa ont commencé à perdre de l'importance. La ville a commencé à perdre son importance en matière de transport. En 1915, la construction d'une usine ferroviaire militaire à la périphérie nord-est de la ville. En 1917, la construction de la ligne ferroviaire vers Ostachkov a commencé.

Photographies de Torjok par Sergueï Prokoudine-Gorski, en 1910 :
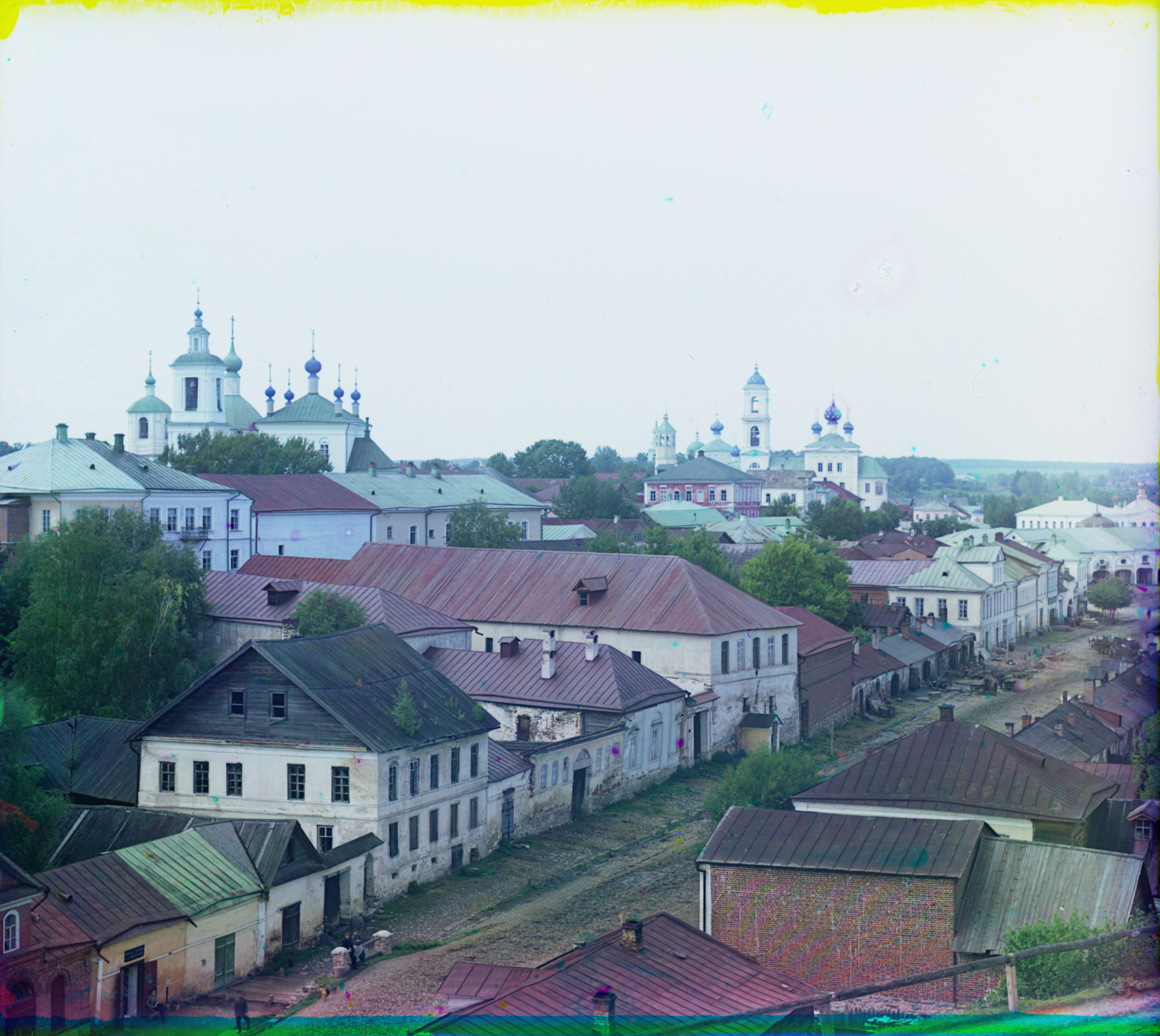
Centre-ville de Torjok.
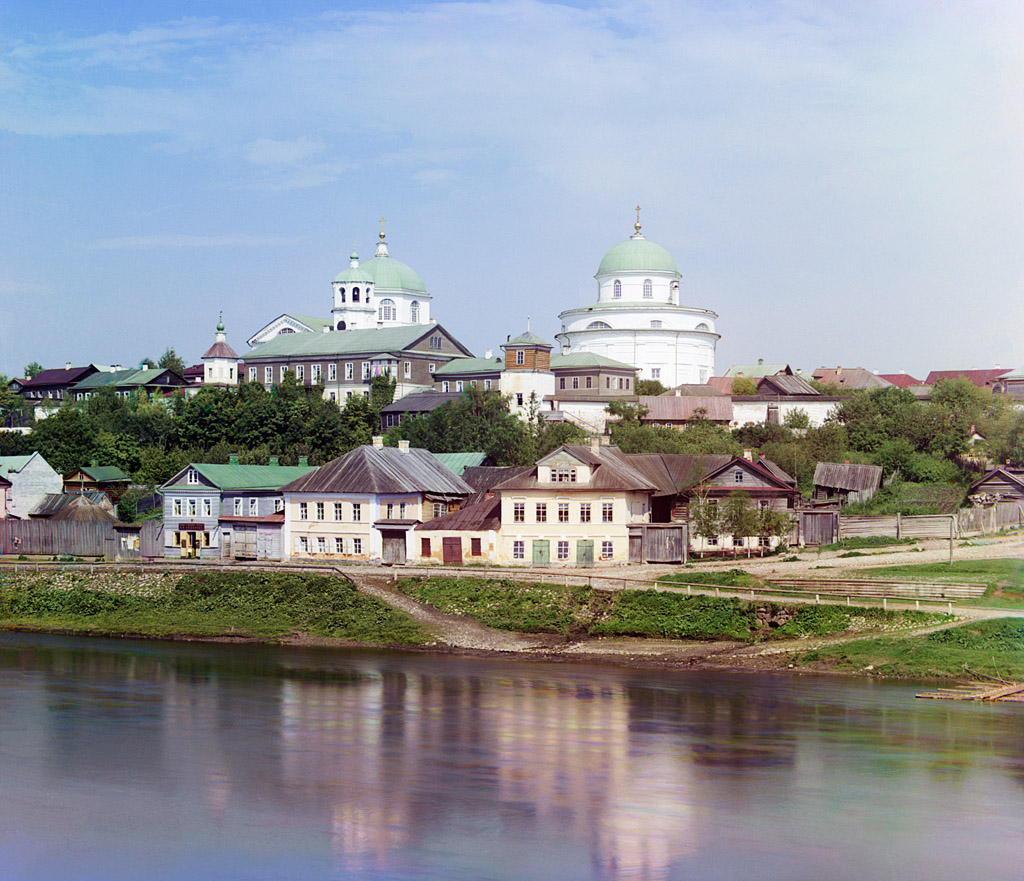
Couvent de la résurrection.
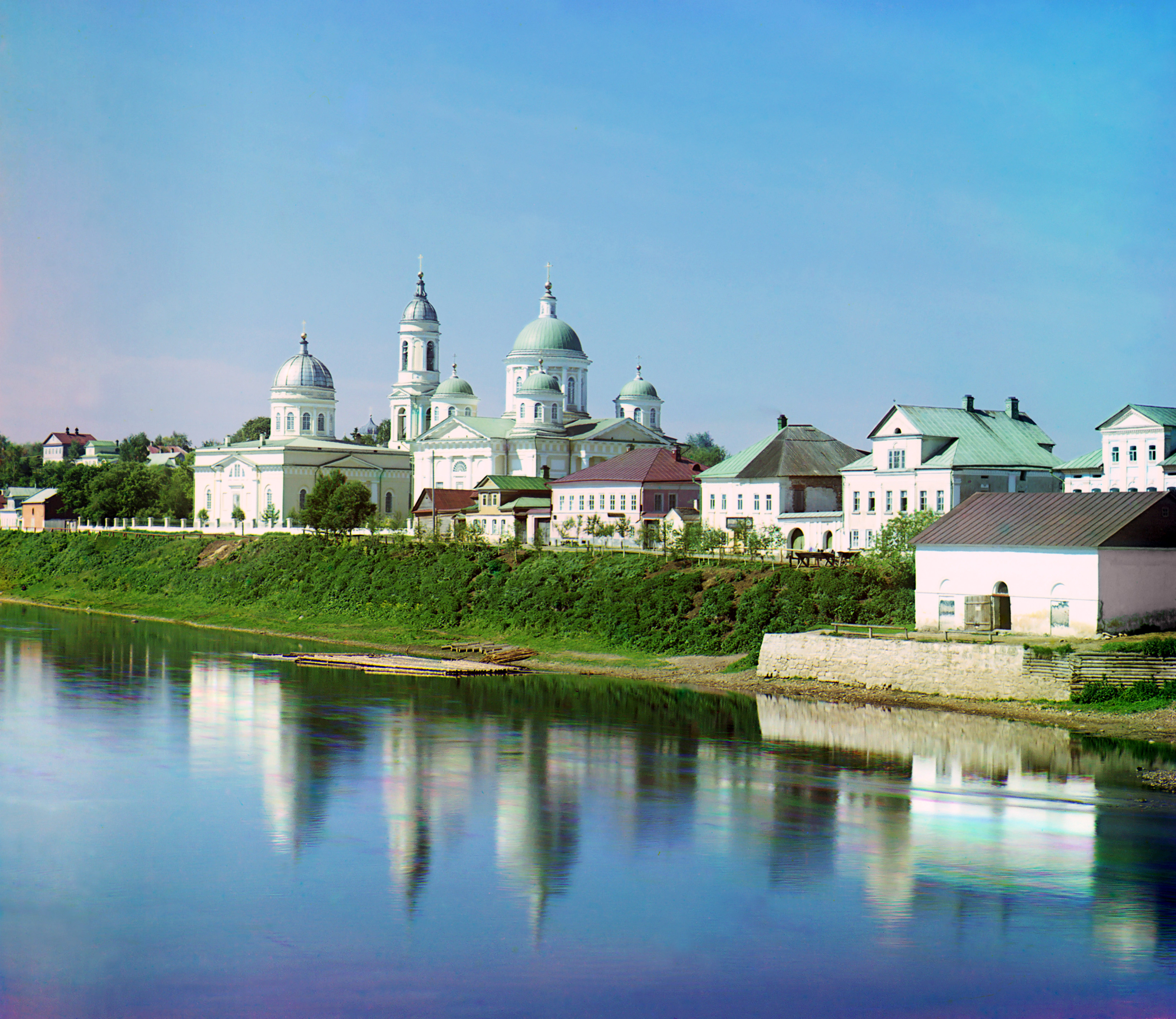
Cathédrale de la Transfiguration et église de l'Entrée du Seigneur à Jérusalem.
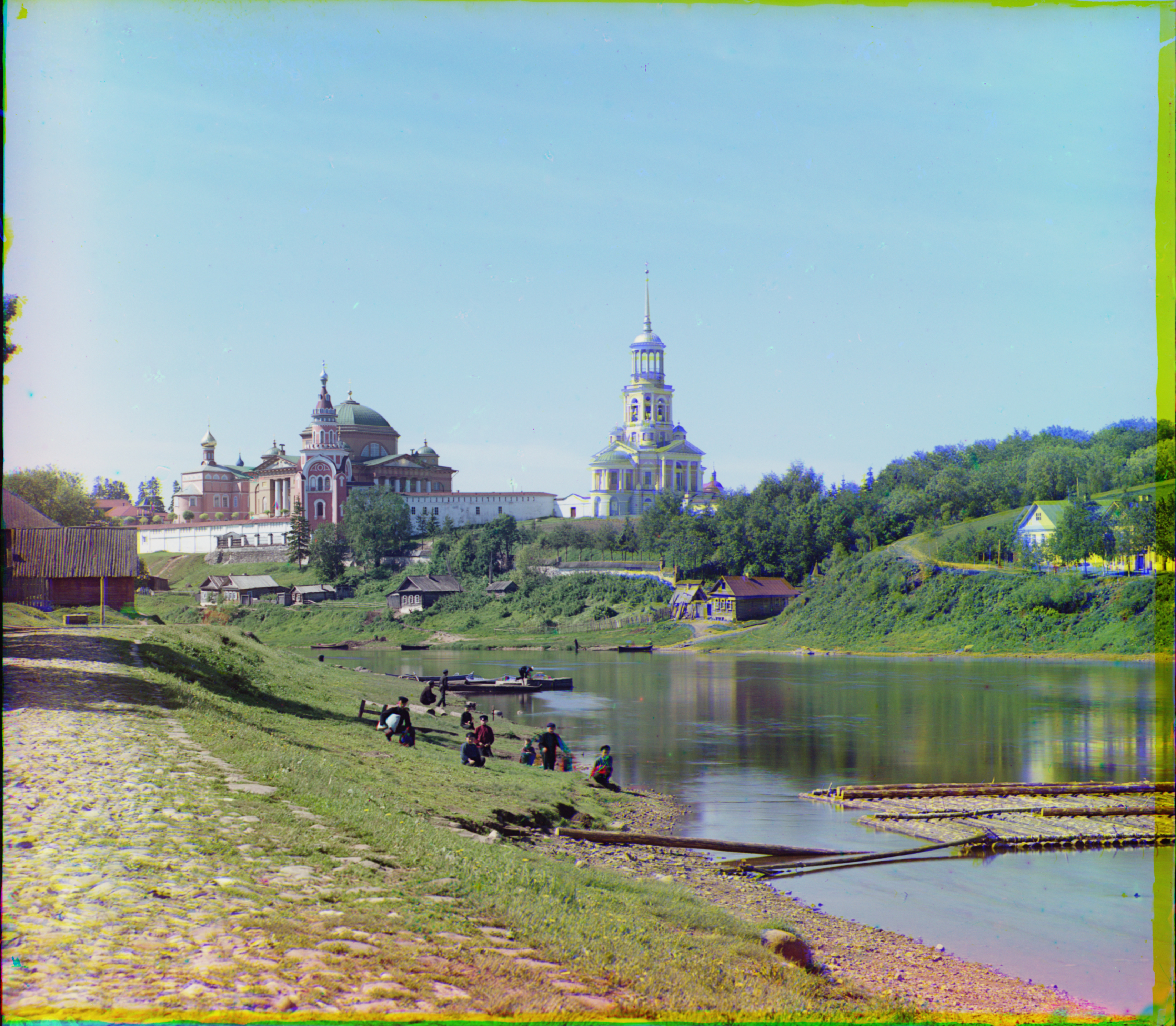
Monastère des Saints-Boris-et-Gleb.

#### Révolution russe

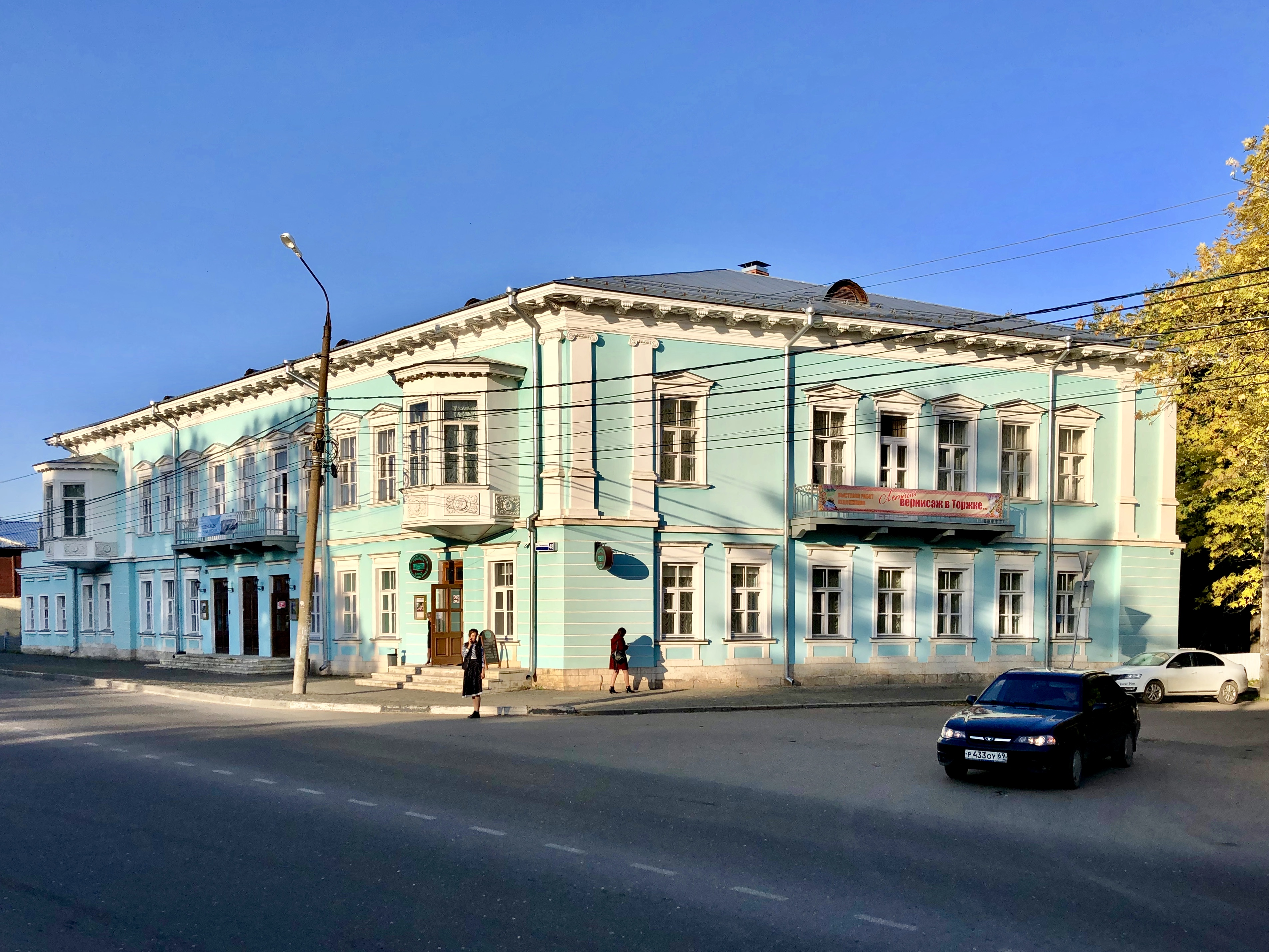
L'hôtel Pojarski.

En mars 1917, durant la révolution de Février, les soldats stationnés à Torjok sont descendus dans les rues de la ville avec des armes et des drapeaux rouges, entraînant avec eux les ouvriers et les employés. Parmi les ouvriers, nombreux étaient ceux de l'usine ferroviaire. Le 1er avril 1917 (14 avril dans le calendrier grégorien), le Conseil des députés ouvriers de Novy Torg fut institué, composé de soldats, ouvriers et paysans. Ce conseil se saisit de la gare, de la poste, du bureau télégraphique, de la banque et de la police. Le 7 avril 1917 (20 avril dans le calendrier grégorien), le Congrès de l'ouïezd des Soviets des députés ouvriers et paysans a été formé. Le même jour, le pouvoir soviétique a été proclamé dans la ville et l'ouïezd dans l'hôtel Pojarski.
Le 27 octobre 1917 (9 novembre dans le calendrier grégorien), pendant la révolution d'Octobre, le Conseil des députés ouvriers de Novy Torg créa le Comité militaire révolutionnaire et établit le pouvoir soviétique à Torjok. En 1918, les nationalisations commencèrent. Le 21 avril 1918, le Conseil des syndicats a été formé.

### Période soviétique

#### De 1919 à 1941
Après la révolution russe de 1917, une campagne antireligieuse s'installa en Russie, et le 5 février 1919, le tombeau de Iouliana (tuée en 1406 par Iouri Sviatoslavitch) fut ouvert et des ossements épars ont été trouvés. À la suite de l'autopsie, il s'est avéré que parmi les os se trouvaient des phalanges de doigts, bien que selon la légende ce sont les mains de Iouliana qui ont été coupés par Iouri. Les reliques ont ensuite été perdues, avec selon certaines sources qu'elles ont été transférées dans l'église de l'archange Michel de la ville de Torjok, pour d'autres dans une autre église de la ville. Enfin d'autres versions affirment que les bolcheviks jetèrent les reliques dans la Tvertsa. En partant des versions qu'elles étaient dans une église, elles seraient restées jusqu'en 1930, date où elles auraient été perdues,.
Au cours des premiers plans quinquennaux, l'industrie s'est développée de manière intensive, en particulier les tanneries et les usines liées au lin, faisant que Torjok soit depuis 1931 considérée comme un centre scientifique majeur pour la culture du lin. La ville fut dotée de l'alors seule usine de produits pharmaceutiques et de matériaux d'emballage en URSS, et des entreprises d'exploitation de tourbes furent créées. En 1928, la ville est dotée d'une école et d'une artel de broderie d'or. En 1938, la première école polytechnique de l'Union soviétique a été ouverte dans la ville. En 1940, la ville comptait 30 000 habitants, dont 5 000 écoliers et étudiants. La ville avait 14 écoles, dont son école de broderie d'or. En mai 1941, Torjok reçut le statut de ville d'importance régionale.
En 1929, l'ouïezd de Novy Torg est supprimée. Le 12 juillet 1929, le territoire de l'ouïezd est devenu une partie de l'okroug de Tver (ru) (aboli le 30 juillet 1930) de l'oblast de Moscou. Torjok devint le centre administratif du raïon de Novy Torg nouvellement formé (en février 1963, rebaptisé raïon de Torjok). Le 29 janvier 1935, la ville et le raïon sont inclus à l'oblast de Kalinine (rebaptisée oblast de Tver en juillet 1990),.

#### Seconde Guerre mondiale
Dès le début de l'opération Barbarossa, invasion de la Seconde Guerre mondiale par le IIIe Reich de l'Union soviétique commençant le 22 juin 1941, la ville souffre des raids aériens allemands. Durant l'été, les entreprises sont évacuées vers Kazan. Pour protéger la ville, les habitants érigèrent des fortifications antichar, des barricades et des postes de tir furent construits.

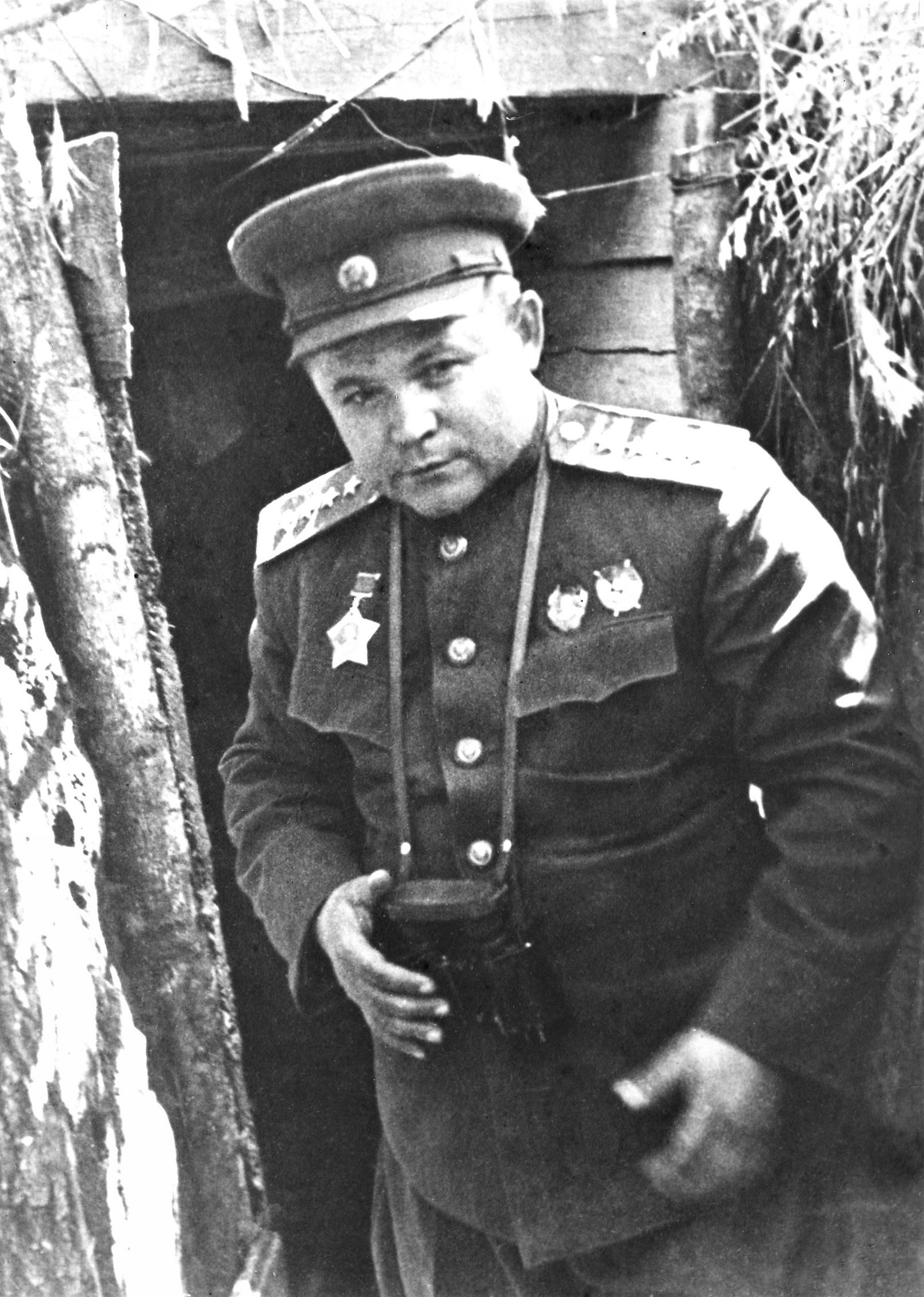
Nikolaï Vatoutine, ici en 1943 sur le front de Voronej.

Le 14 octobre 1941, les formations du Panzergruppe 3 allemand, immédiatement après la prise de Kalinine (aujourd'hui Tver), tentèrent de développer une offensive sur Torjok et de se placer ainsi à l'arrière des troupes du Front du Nord-Ouest, mais sont repoussées en partie par le groupe opérationnel du Front Nord-Ouest sous le commandement du lieutenant général Nikolaï Vatoutine. Mais c'est surtout sous le commandement de Pavel Rotmistrov que les forces allemandes sont repoussées, un détachement sous sa direction faisant exploser dans les forêts près du village d'Orechki les convois allemands et interrompant les communications. Les bombardements durèrent d'octobre 1941 à novembre 1942, détruisant 837 bâtiments, et 859 bâtiments fortement endommagés. Parmi les destructions, on compte la centrale électrique de la ville, les bâtiments du quai de Novgorod, tandis que les galeries commerciales, l'hôpital municipal et d'autres bâtiments ont subi d'importants dégâts. D'après les estimations de l'époque, le montant total des dommages était de 166 millions de roubles.
Dès le début de la guerre, la population fut mobilisée et conscrite. Les habitants devaient envoyer des vêtements, collecter le bois de chauffage et déblayer les routes. Les membres du Komsomol soignaioent les blessés dans les hôpitaux. Pendant la Guerre, elle fut une plaque tournante et stratégique de transport, alimentant le front de Kalinine, le front de l'Ouest et le front du Nord-Ouest. Les cheminots travaillaient sous les bombardements, transportant matériel et soldats vers ces fronts. Les infrastructures furent gravement endommagés, que ce soit les voies ferrés, les ponts et une gare.
À Torjok se trouvent de nombreuses tombes de soldats tombés pendant la Grande Guerre patriotique, et environ dix mille citadins ne sont pas revenus du front, sur les trente mille habitants d'avant-guerre. Dix habitants de la ville et de ses environs ont reçu le titre de Héros de l'Union soviétique. Un mémorial aux morts a été érigé au cimetière Bogoslovskoïe, et le 22 juin 2000, l'Allée de la Mémoire a été inaugurée à Torjok, avec sur les murs du complexe commémoratif ls plaques avec les noms des soldats tombés au combat. La Flamme éternelle brûle au centre de la ville.

#### Depuis 1945

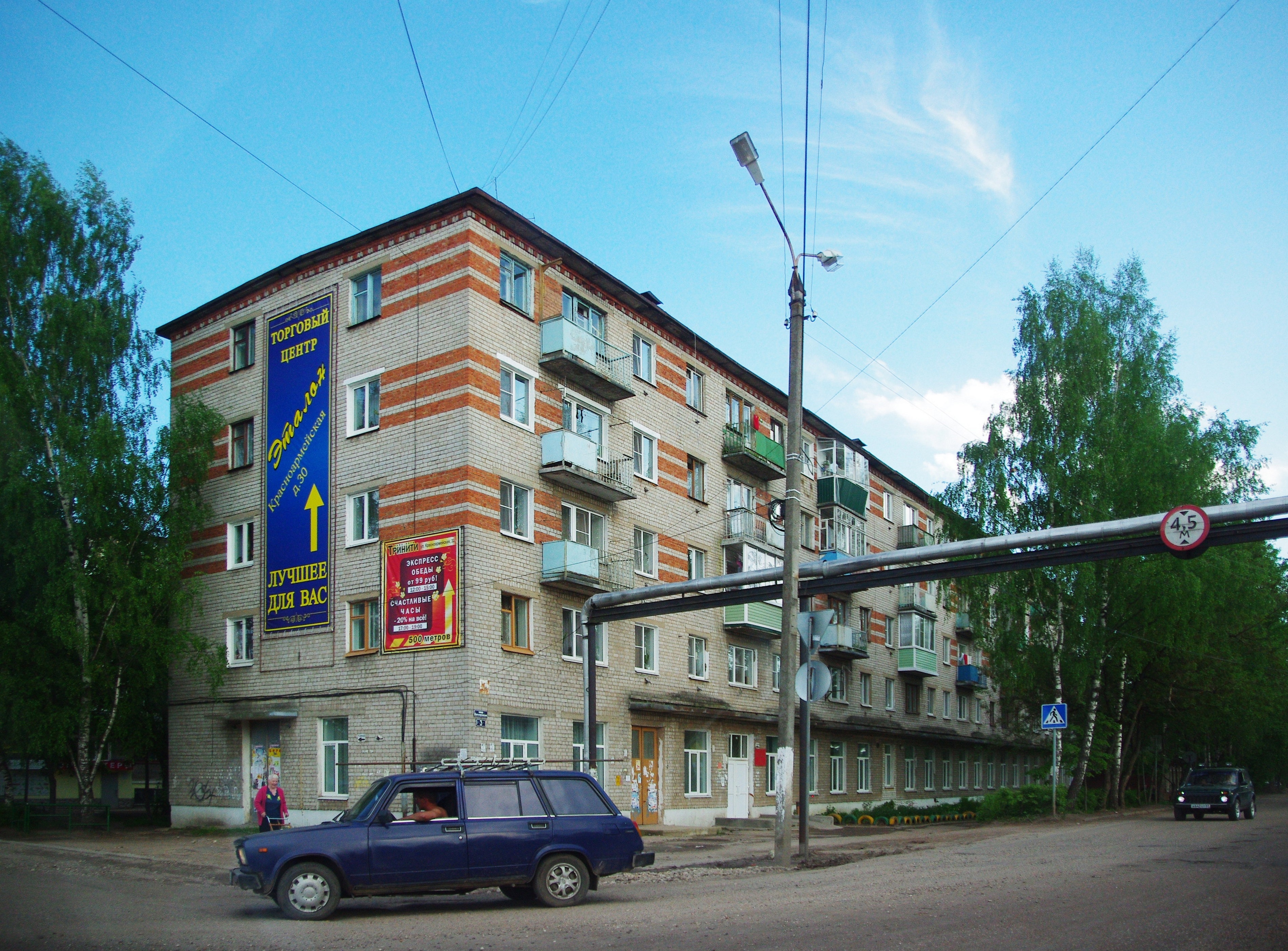
Une Khrouchtchevka dans la ville, ici rue Sadovaïa.

Dans les premières années suivant la fin de la Seconde Guerre mondiale, la ville fut entièrement reconstruite. La ville fut dotée de nouvelles usines, avec au total 22 grandes usines, dont une usine de construction automobile, une d'encre d'imprimerie ou une de chaussures. La reconstruction de la ligne électrique de Kalinine - Torjok a eu lieu en 1954. En 1957 avait lieu la construction de la Maison de la Culture de Torjok. En 1963, la grande usine d'encre a été ouverte, avec une deuxième partie ouverte en 1963. En 1968, un monument en l'honneur de Lénine a été érigé sur la place de la révolution (place du Palais avant et après la période soviétique), avec un message adressé au membres du Komsomol de 2018.
Le 24 mai 1988, le Musée historique et ethnographique panrusse a été fondé à Torjok. Il englobe la plupart des monuments de la ville, dont le monastère des Saints-Boris-et-Gleb, mais a aussi sous son ressort les domaines environnant de Nikolaï Lvov. En 2020, le musée avait plus de 62 000 objets, répartis dans 35 collections différentes.
Le 13 février 2023, la ville est inscrite sur la liste indicative du patrimoine mondial de l'UNESCO.

## Politique et administration

### Tendances politiques
| Scrutin                         | 1er tour | 1er tour | 1er tour | 1er tour | 1er tour | 1er tour | 1er tour | 1er tour | 1er tour | 1er tour | 1er tour | 1er tour | 2d tour                  | 2d tour                  | 2d tour                  | 2d tour                  | 2d tour                  | 2d tour                  | 2d tour                  | 2d tour                  |
| Scrutin                         | 1er      | 1er      | %        | 2e       | 2e       | %        | 3e       | 3e       | %        | 4e       | 4e       | %        | 1er                      | %                        | 2e                       | %                        | 3e                       | %                        | 4e                       | %                        |
| ------------------------------- | -------- | -------- | -------- | -------- | -------- | -------- | -------- | -------- | -------- | -------- | -------- | -------- | ------------------------ | ------------------------ | ------------------------ | ------------------------ | ------------------------ | ------------------------ | ------------------------ | ------------------------ |
| Présidentielle 2012             |          | ER       | 58,15    |          | KPRF     | 20,91    |          | LDPR     | 7,46     |          | SE       | 7,06     | Victoire au premier tour | Victoire au premier tour | Victoire au premier tour | Victoire au premier tour | Victoire au premier tour | Victoire au premier tour | Victoire au premier tour | Victoire au premier tour |
| Législatives 2016               |          | ER       | 39,42    |          | LDPR     | 17,08    |          | KPRF     | 16,83    |          | SRZP     | 13,80    | Tour unique              | Tour unique              | Tour unique              | Tour unique              | Tour unique              | Tour unique              | Tour unique              | Tour unique              |
| Gouvernorale 2016               |          | ER       | 69,30    |          | LDPR     | 15,93    |          | KPRF     | 11,21    |          |          |          | Victoire au premier tour | Victoire au premier tour | Victoire au premier tour | Victoire au premier tour | Victoire au premier tour | Victoire au premier tour | Victoire au premier tour | Victoire au premier tour |
| Présidentielle 2018             |          | ER       | 73,50    |          | KPRF     | 14,24    |          | LDPR     | 6,74     |          | GRANI    | 1,41     | Victoire au premier tour | Victoire au premier tour | Victoire au premier tour | Victoire au premier tour | Victoire au premier tour | Victoire au premier tour | Victoire au premier tour | Victoire au premier tour |
| Référendum constitutionnel 2020 |          | Oui      | 65,36    |          | Non      | 34,64    |          |          |          |          |          |          | Tour unique              | Tour unique              | Tour unique              | Tour unique              | Tour unique              | Tour unique              | Tour unique              | Tour unique              |
| Gouvernorale 2021               |          | ER       | 47,72    |          | KPRF     | 23,09    |          | SRZP     | 13,27    |          | KR       | 5,78     | Victoire au premier tour | Victoire au premier tour | Victoire au premier tour | Victoire au premier tour | Victoire au premier tour | Victoire au premier tour | Victoire au premier tour | Victoire au premier tour |
| Législatives 2021               |          | ER       | 28,98    |          | KPRF     | 25,86    |          | SRZP     | 12,90    |          | LDPR     | 8,69     | Tour unique              | Tour unique              | Tour unique              | Tour unique              | Tour unique              | Tour unique              | Tour unique              | Tour unique              |

### Pouvoir exécutif
Le maire de Torjok, ou plus précisément chef de la ville de Torjok (en russe : Глава города Торжка) est le plus haut fonctionnaire de la ville, qui désigne le premier chef adjoint et les autres adjoints de l'administration municipale. Les adjoints sont approuvés par la douma municipale. Le chef de la ville est élu par la douma municipale parmi les candidats présentés par une commission sur la base des résultats d'un concours organisé par cette dite commission. Il doit chaque année rendre un rapport à la douma sur la ville.
Depuis la création du poste de maire en 1996, la ville a connu 8 maires ainsi que deux de plus par intérim.
La ville connaît une crise politique entre 2016 et 2018, menée par le maire depuis 2011 de la ville Anatoly Roubaïlo (ER). La crise nait dans le changement du mode d'élection du maire, alors qu'elle était au suffrage universel direct 2011, les élections pour 2016 et après sont désormais au suffrage indirect. Les maires des municipalités de l'oblast sont désormais élus après avoir été proposés par une commission à la suite d'un concours, et élus par le conseil municipal. Mais selon la nouvelle loi, tant que le nouveau maire n'est pas élu, c'est l'ancien qui a le pouvoir.
Pour contexte, déjà durant l'été 2016, le chef de l'entreprise Pojtekhnika (une des principales entreprises de la ville) s'est inscrit aux primaires de Russie unie pour les élections de l'assemblée législative de l'oblast, avec le soutien de presque tous les dirigeants de l'oblast dont le gouverneur. Voyant cela, Roubaïlo s'est aussi présenté aux primaires, mais n'a pas été autorisé, et a alors placé le fils d'un ami, Maxim Piliouchine, comme candidat aux législatives. Il a mobilisé la mairie, qui est devenu un QG de campagne, pour faire échouer le chef de Pojtekhnika, et il a réussi à le faire élire à l'assemblée aux élections de septembre face au chef de l'entreprise. Pendant l'automne, il s'est vengé envers Pojtekhnika malgré la réussite de son protégé, en augmentant les impôts pour les entreprises, et en tentant par tous les moyens de pousser l'entreprise à la faillite. Le maire Roubaïlo a aussi déclaré la guerre au conseil politique local de Russie unie, en expulsant les membres éminents du conseil politique de Russie unie le 9 décembre 2016, dont le chef adjoint de Pojtekhnika, la fille de l'ex-maire de Torjok, la rédactrice en chef du journal local entre autres. Certains membres ont montré leurs cartes du parti signées par Sergueï Choïgou, mais Roubaïlo a répondu que la décision venait du « plus haut niveau ».
Mais pour essayer de se faire élire en décembre (l'expiration de son mandat étant le 19 décembre), il a tout fait pour ne pas parler des élections, et a fait en sorte que la douma municipale n'organise pas de concours pour l'élection. À la place, il a envoyé une personne collecter les signatures des députés municipaux comme quoi l'élection se tiendrait le 28 décembre, et non le 19. Cette élection clandestine est remontée aux oreilles de l'oblast et du parquet via certains députés qui ont alerté de l'existence de "magouilles électorales". Le parquet a alors annulé la procédure, et a reporté les élections, à la douma municipale, en janvier. Il a alors démissionné le 19 décembre, piquant une crise de nerf, et Vladimir Jidkov est devenu maire par intérim. Mais le 23, il est revenu à la douma, et a déclaré qu'il était à nouveau maire, disant qu'il avait le soutien du gouverneur.
Pour bloquer une élection par la douma municipale, il a utilisé les règles de l'élection, qui prévoient un quorum à atteindre, de 15 députés sur 20. Ainsi, tant qu'il bénéficiait du soutien de 8 députés, il pouvait bloquer n'importe quelle tentative de nommer un nouveau maire, et ainsi garder le pouvoir, blocage qui a eu lieu jusqu'en juillet 2018. Les autorités régionales ont poussé à régler le problème, et une commission a proposé deux candidats le 19 juillet 2018, le moscovite Alexander Menchtchikov et le tvéritain Roman Tchekanov. Le 27 juillet 2018, avec l'implication du gouvernement de l'oblast, le blocage a cessé, et Alexandre Menchtchikov a été élu maire de Torjok.
Entre 2020 à 2022, c'est Iouri Gourine le maire de la ville, mais il a démissionné à la suite d'une affaire d'abus de pouvoir. Les locaux de la pharmacie municipale, de 220 m2, avaient été vendus à une entreprise à un prix de 2,9 millions de roubles, entreprise détenue par la sœur de ce maire. Après la fermeture de cette pharmacie, d'énormes problèmes d'approvisionnement en certains médicaments sont apparus, obligeant les patients et leurs familles à se rendre à Tver pour en chercher. Ce scandale a provoqué la colère le gouverneur de l'oblast Igor Roudenia, et a assuré à la fois que l'oblast allait transporter les médicaments à Torjok et que d'autre part la pharmacie sera rouverte. Iouri Gourine a acquis selon certains journaux et les habitants la réputation de pire maire de la ville.
| Période          | Période                    | Identité                   | Étiquette   | Qualité                                                               |
| ---------------- | -------------------------- | -------------------------- | ----------- | --------------------------------------------------------------------- |
| 1996             | 2001                       | Iouri Tchernovolenko       |             | Président du conseil des anciens combattants de la ville              |
| 2001             | 11 décembre 2005           | Nina Pouchkina             |             | Député de l'oblast de Tver                                            |
| 11 décembre 2005 | 1er août 2011              | Ievgeni Ignatov            | Rodina      | Général vétéran de l'Afghanistan et casque Bleu, Démissionnaire       |
| 4 décembre 2011  | 19 décembre 2016           | Anatoly Roubaïlo           | Russie unie |                                                                       |
| 19 décembre 2016 | 27 juillet 2018            | Anatoly Roubaïlo           | Russie unie | Non reconnu, de manière illégale                                      |
| 27 juillet 2018  | 15 juillet 2019            | Alexandre Menchtchikov     | Russie unie | Ex-vice-président du gouvernement de l'oblast de Tver, Démissionnaire |
| 15 juillet 2019  | 16 janvier 2020            | Roman Tchekanov            |             | Par intérim                                                           |
| 17 janvier 2020  | 26 janvier 2022            | Iouri Gourine              | Russie unie | Député de la douma de Torjok                                          |
| 28 janvier 2022  | 9 août 2023                | Sergueï Koulaguine         |             | Sportif, Par intérim, Démissionnaire                                  |
| 9 août 2023      | En cours (au 11 mars 2024) | Anna Sergueïevna Borounova | Russie unie | Par intérim                                                           |

### Pouvoir législatif

Composition de la douma municipale depuis 2020.

La ville possède un corps législatif, la douma municipale de Torjok. La douma municipale est composée actuellement de 22 membres, élus au suffrage universel direct. Le mandat d'une législature est de cinq ans. Une réunion de la douma est considérée comme valable si deux tiers de ses membres sont présents. C'est la douma qui élit le maire de la ville et qui peut le destituer.
Les dernières élections municipales ont eu lieu le 13 septembre 2020 dans le cadre des élections infranationales russes de 2020. Il y avait 33 330 personnes inscrites sur les listes électorales, et 6 275 personnes se sont rendues aux urnes, soit un taux de participation de seulement 18,33 %. Lors des élections, le parti au pouvoir Russie unie a remporté 81,82 % des voix, le parti communiste de la fédération de Russie a remporté 9,09 % des voix, tout comme les indépendants avec aussi 9,09 % des voix. Ainsi, 18 sièges ont été attribués à Russie unie, 2 au KPRF et 2 à des indépendants.

### Jumelages

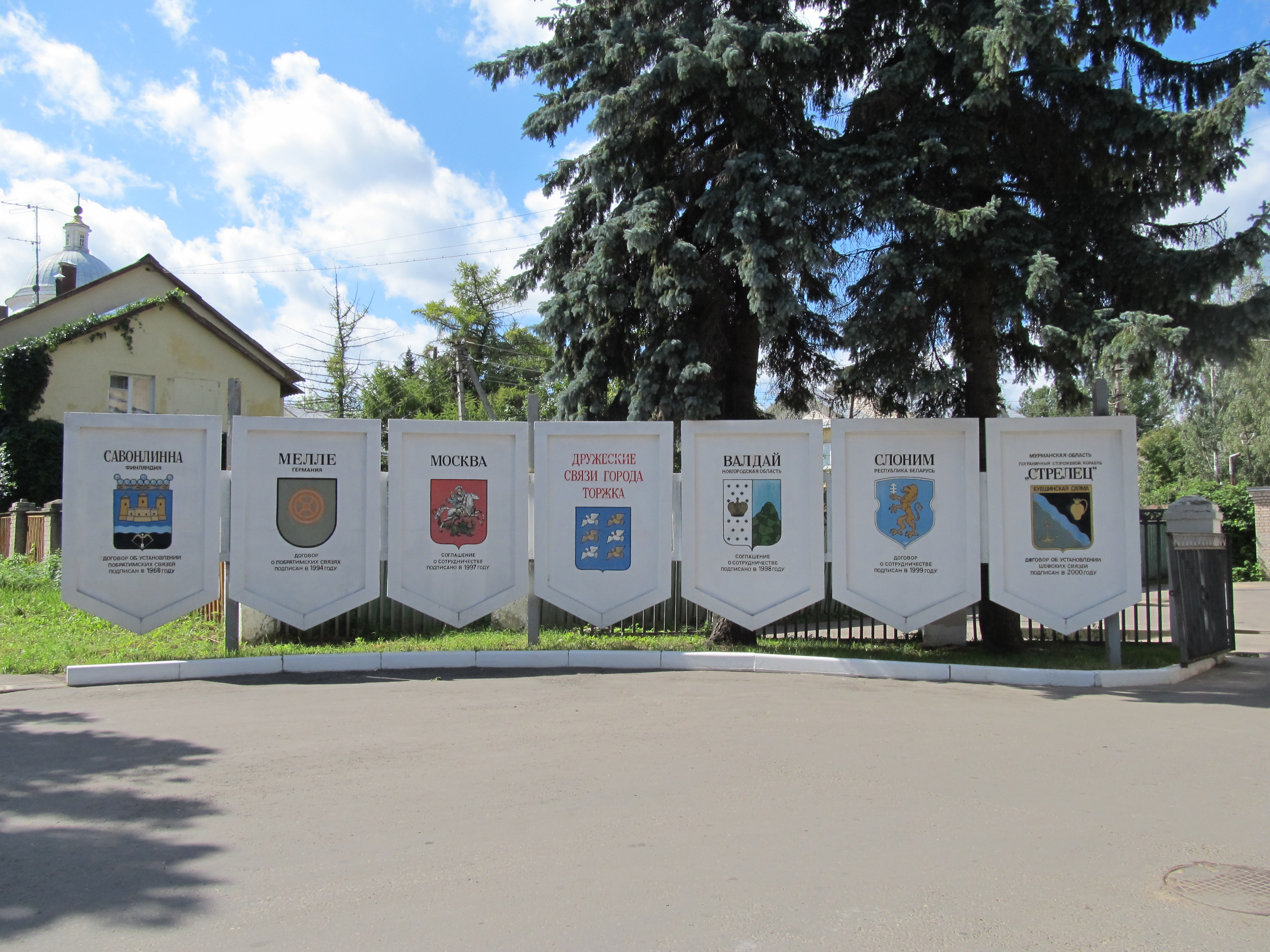
Monument aux villes jumelées à Torjok, ici en 2012.

La ville de Torjok est jumelée avec :
- Moscou (Russie) depuis 1997 ;
- Valdaï (Russie) depuis 1998 ;
- Slonim (Biélorussie) depuis 1999 ;
- Strelets (Russie) depuis 1998[précision nécessaire].

Par ailleurs de 2000 jusqu'à sa mise en hors service en 2006, la ville a pris le patronage du navire de patrouille frontalière Strelets, basé à Kouvchinskaïa Salma dans l'oblast de Mourmansk.
Depuis 1968, la ville était jumelée à Savonlinna, ville de Savonie du Sud en Finlande, mais par conséquent à l'invasion de l'Ukraine par la Russie, la ville finlandaise a suspendu son jumelage,. De plus entre le 6 septembre 1994 et mars 2022, la ville était jumelée avec la ville allemande de Melle en Basse-Saxe, mais à la suite de l'invasion de l'Ukraine par la Russie, Melle a suspendu son jumelage, sans toutefois vouloir l'arrêter complètement,. La ville était de plus membre de la nouvelle Hanse (nl), avant qu'elle soit suspendue en 2022 des suites de la guerre.

### Finances communales
|                                          |                    | 2022   | 2023   | 2024   |
| Recettes totales                         | Recettes totales   | 1076.4 | 1165,5 | 1232.7 |
| ---------------------------------------- | ------------------ | ------ | ------ | ------ |
|                                          | Recettes propres   | 503,1  | 542,7  | 539.1  |
| Subventions gouvernementales             | 573,3              | 673.4  | 693,6  |        |
| Dépenses                                 | Dépenses           | 1036.4 | 1265.6 | 1282.7 |
| Déficit budgétaire                       | Déficit budgétaire | 40,0   | -100,1 | -50,0  |
| Les valeurs sont en millions de roubles. |                    |        |        |        |

Pour l'exercice 2024, le compte administratif du budget municipal de Tojok s'établit à 1 282,7 millions de roubles en dépenses et 1 232,7 millions de roubles en recettes. Au 1er janvier 2024, la ville de Torjok n'est pas endettée. =L'impôt sur le revenu est de 29,84 %, et l'impôt sur les sociétés de 30,78 %.
Concernant les recettes budgétaires propres pour l'exerice 2024, elles viennent à 56 % de subventions gouvernementales (État ou oblast), à 38 % de recettes fiscales, et à 6 % d'autres sources de revenus.
Les dépenses budgétaires en 2024 sont à 64,6 % (828,5 millions de roubles) consacrées à la sphère sociale et culturelle, à 27,1 % (348,0 millions de roubles) aux logements, services publics et entretien de la voirie, et à 8,3% % à d'autres dépenses. Les plus grands secteurs sont l'éducation qui représente 718,4 millions de roubles, puis les logements et services municipaux à 206,4 millions de roubles. Ensuite vient l'économie avec 142,1 millions de roubles et les programmes fédéraux avec 92,5 millions de roubles.

## Population et société

### Démographie
L'évolution du nombre d'habitants de Torjok est connue à travers les recensements et estimations de la population effectués dans la localité depuis 1846. Le premier recensement ayant intervenu dans la localité est celui de l'Empire russe de 1897. Au total, Torjok a connu 9 recensements entre 1897 et le dernier en 2021.
Alors que la population a plutôt stagné entre 1846 et 1897, la population a connu une forte augmentation jusqu'en 1989, passant de 12 268 habitants en 1897 à 49 982 habitants en 1989, plus haut pic démographique de l'histoire de la ville. Depuis, la population de la ville ne cesse de baisser, avec selon le recensement de 2021 plus que 41 416 habitants.
Recensements (*) ou estimations de la population,,:
| 1846   | 1856   | 1859   | 1897*  | 1939*  | 1959*  |
| ------ | ------ | ------ | ------ | ------ | ------ |
| 13 369 | 10 200 | 16 233 | 12 698 | 29 300 | 34 921 |

| 1970*  | 1979*  | 1989*  | 2002*  | 2010*  | 2012   |
| ------ | ------ | ------ | ------ | ------ | ------ |
| 45 443 | 47 214 | 49 982 | 48 967 | 47 644 | 47 326 |

| 2013   | 2014   | 2015   | 2016   | 2017   | 2018   |
| ------ | ------ | ------ | ------ | ------ | ------ |
| 47 260 | 46 944 | 46 690 | 46 312 | 46 031 | 45 641 |

| 2019   | 2020   | 2021*  | - | - | - |
| ------ | ------ | ------ | - | - | - |
| 45 371 | 44 439 | 41 116 | - | - | - |

#### Répartition par sexe et par âge
La population de la commune est dans la moyenne, et semblable à l'ensemble de l'oblast. Selon le recensement de 2021, le taux de personnes d'un âge inférieur à 30 ans s'élève à 33,6 %, soit un taux supérieur à la moyenne de l'oblast (27 %). Le taux de personnes d'un âge supérieur à 60 ans (28,8 %) est légèrement supérieur au taux de l'oblast (28,2 %). L'âge moyen est de 44,7 ans, dont celui des hommes qui est de 41,1 ans (lui de l'oblast est de 40,9 ans), en-dessous de celui des femmes, qui est lui de 41,1 ans (celui de l'oblast est de 46,6 ans).
En 2021, la ville comptait 18 298 hommes pour 22 818 femmes, soit un taux de 55,5 % de femmes, chiffre supérieur au taux de l'oblast (54,46 %).
Structure de la population par groupe d'âge selon le recensement de 2021 :
- Population pas encore en âge de travailler : 5 309 personnes, soit 12,9 % de la population ;
- Population en âge de travailler : 23 304 personnes, soit 56,7 % de la population ;
- Population ayant passé l'âge de travailler : 12 503 personnes, soit 30,4 % de la population.

Les pyramides des âges de la ville et de l'oblast en % et en nombre d'individus de la ville s'établissent comme suit :
| Hommes | Classe d’âge | Femmes |
| ------ | ------------ | ------ |
| 0,8    | 85 et +      | 3,1    |
| 3,1    | 75-84        | 7,7    |
| 17,7   | 60-74        | 23,8   |
| 21,2   | 45-59        | 20,6   |
| 27,3   | 30-44        | 22,3   |
| 16,3   | 15-29        | 11,9   |
| 13,6   | 0-14         | 10,6   |

| Hommes | Classe d’âge | Femmes |
| ------ | ------------ | ------ |
| 0,7    | 85 et +      | 2,6    |
| 3      | 75-84        | 6,9    |
| 18,4   | 60-74        | 23,9   |
| 21,1   | 45-59        | 20,5   |
| 26,3   | 30-44        | 22     |
| 15,5   | 15-29        | 12     |
| 15     | 0-14         | 12,2   |

### Ethnies
La ville de Torjok est principalement peuplée de Russes. Selon le recensement de 2021, sur les 37 312 personnes ayant indiqué leurs ethnies, 95,7 % d'entre elles étaient Russes, soit 35 709 personnes. Si l'on prend la population totale, avec ceux n'ayant pas répondu à la question sur l'ethnie (volontairement ou non), le pourcentage de Russes est de 86,85 %. Les ethnies suivantes sont les Ukrainiens avec 216 individus, soit 0,53 % de la population totale. Viennent ensuite les Arméniens en troisième position avec 205 personnes (0,5 %) et les Tsiganes en quatrième position avec 173 personnes.
34 personnes à Torjok ont indiqué qu'elles n'avaient pas d'ethnie, tandis que 3 804 personnes n'ont pas répondu à la question sur l'ethnie. Dix ethnies sont en tout représentées à Torjok en se basant sur ceux ayant répondu.
| Ethnie      | Nombre de personnes | Pourcentage |
| ----------- | ------------------- | ----------- |
| Russes      | 35 709              | 86,85 %     |
| Ukrainiens  | 216                 | 0,53 %      |
| Arméniens   | 205                 | 0,50 %      |
| Tsiganes    | 173                 | 0,42 %      |
| Tatars      | 99                  | 0,24 %      |
| Azéris      | 84                  | 0,20 %      |
| Biélorusses | 70                  | 0,17 %      |
| Ouzbeks     | 46                  | 0,11 %      |
| Autres      | 4514                | 10,98 %     |
| Total       | 41 116              | 100,00 %    |

### Enseignement
Le réseau d'établissements d'enseignement de la ville comprenait en 2014 28 établissements. Il y avait alors 15 établissements primaires, 9 établissements secondaires, trois établissements secondaires spécialisés, ainsi qu'une école d'art pour enfant. La ville comptait en 2021 environ 5 000 écoliers et étudiants.
De plus, la ville avait en 2014 un centre culturel municipal, quatre bibliothèques regroupées au sein du Système de bibliothèques centralisée de la ville, dont deux bibliothèques pour enfants, ainsi que deux écoles de sports.

### Sports et santé
La ville compte l'hôpital central du raïon de Torjok, qui comprend une clinique pour adultes, un service pédiatrique, une maternité et un service d'urgence, et il possède 67 lits. La ville possède aussi une clinique dentaire avec différents services (chirurgicaux, orthodontie, parodontologie). En 2016, 118 médecins exerçaient dans ses deux institutions, soit 26 médecins pour 10 000 habitants.
Concernant les sports, la ville possède en 2021 118 installations sportives, dont 57 terrains de sport en extérieur, mais aussi 26 gymnases et 2 piscines. Parmi les installations, il y a le complexe multisport « Olympus », construit par Gazprom, la piscine « Dauphin » et le stade Iounost.
Torjok possède 33 clubs de sport, dans lesquels plus de 17 000 personnes pratiquent du sport. Il y a 16 fédérations sportives qui sont représentées, avec de nombreux sports dans la ville : acrobatie sportive, athlétisme, basket-ball, boxe, course d'orientation, dynamophilie, échecs, football, haltérophilie, judo, ju-jitsu, karaté, natation, sambo, ski de fond, tennis de table et volley-ball. Une des deux écoles de sports de la ville est l'école de sport de Iounost, avec 6 sections : sambo, judo, corps à corps, boxe, haltérophilie et natation. L'autre école de sport fait pratiquer les acrobaties, le basket-ball, le volley-ball et les courses de ski.

## Économie

### Revenus et investissements
Le salaire moyen mensuel pour toute entreprise confondue était en 2016 était de 23 000 roubles. En ce qui concernait les entreprises municipales et étatiques, il était de 26 200 roubles à la même date.
Selon l'organisme territorial de Rosstat, pour le semestre 2017, les investissements dans la ville s'élevaient à 244 millions de roubles. Ils se répartissaient à hauteur de 53,3 % dans les industries de machines et équipements, à 24,2 % dans les infrastructures et à 8,3 % dans les bâtiments non-résidentiels entre autres. Les investisseurs étrangers sont partis depuis 2014, ce qui entraîne des répercussions comme des fermetures d'entreprises.
Avant 2014, la ville avait un prêt pour son développement de Banque européenne pour la reconstruction et le développement, mais il a été annulé. Néanmoins, la ville a obtenu 22,3 millions de dollars de la Nouvelle banque de développement, la banque des BRICS. Vladimir Poutine et son gouvernement souhaitent selon un article de 2019 de The Moscow Times redynamiser une quarantaine de villes moyennes et historiques du pays, et Torjok fait partie des villes sélectionnées.

### Entreprises

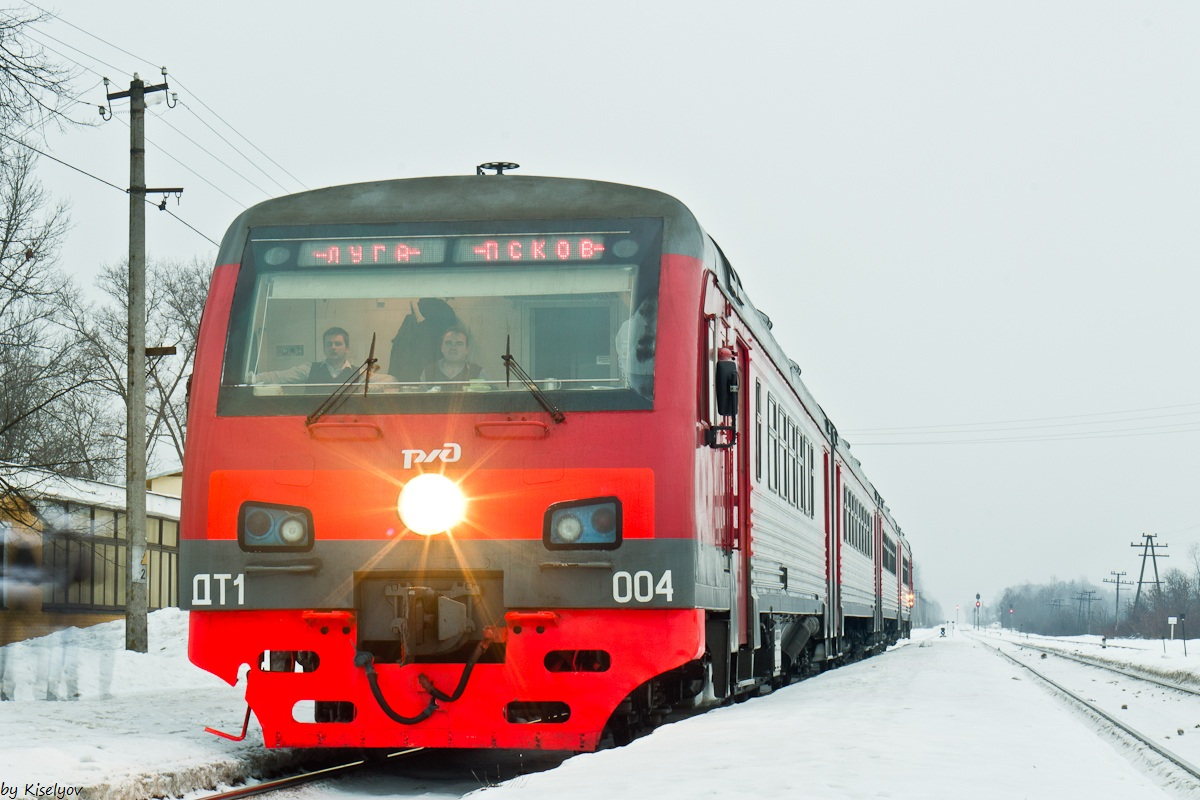
Un DT1-004 de TorVZ.

Au 1er janvier 2022, selon Tverstat, la ville comptait 271 grandes entreprises, 4 moyennes entreprises, 47 petites entreprises, 278 micro entreprises ainsi que 785 auto-entrepreneurs. Il y avait en tout 1 114 entreprises et auto-entrepreneurs dans la ville, avec les auto-entrepreneurs faisant 70,47 % du total.
Torjok possède une économie assez diversifiée, avec des industries, de la construction, des transports, du commerce, de la restauration et des services à la personne entre autres. L'économie est en crise depuis l'annexion de la Crimée et les sanctions internationales qui se sont ensuivies, et les usines sont aux ralenties voire ferment.

#### Industries
L'industrie est le principal secteur économique de la ville. En 2016, l'indice de production était de 105,5 %, et le volume des marchandises expédiées était de 21 272,1 millions de roubles. Après Tver, elle est la deuxième municipalité de l'oblast en termes de marchandises expédiées par les entreprises industrielles, représentant 9,5 % du total. Le secteur industriel est représenté par la production d'équipements électroniques, de véhicules (dont de trains), produits en bois, de produits pétroliers entre autres. Il y a aussi de la pétrochimie, des entreprises de tannerie et de production de chaussures, des industries agroalimentaires et textiles,.
En 2021, quelques grandes entreprises se trouvaient dans la ville, avec par ordre décroissant d'importance :
- JSC MarsPlant qui produit des équipements électroniques ;
- l'Usine Talion Terra qui transforme du bois en produits ;
- Tver Carriage Works JSC (abrégé en TorVZ) et la JSC Pojtekhnika dans la production de matériel de transport ;
- l'usine Teboil-SM pour la production de produits pétroliers ;
- une usine de Shidel LLC pour la production de produits métalliques ;
- la Torjok Shoe Factory CJSC qui produit des chaussures ;
- la JSC TMK Tvertsa et la LLC Si-Product qui produisent dans l'agroalimentaire ;
- la JSC Torjok Zolotoshven dans la production de textiles et vêtements (dont broderies d'or).

### Emplois
La ville comptait en 2016, il y avait 20,6 mille employés dans la ville, soit plus de 45 % de la populatrion de la ville, dont 5,2 mille dans les institutions étatiques ou municipales. La ville connaît une pénurie de personnel qualifié, à cause de l'exode des jeunes vers les grandes villes plus attractives.
Concernant le chômage, le taux était de 0,9 % au 1er janvier 2017, avec 339 individus recensés comme demandeurs d'emplois, dont 202 touchant les allocations chômage. En parallèle, la municipalité comptait à cette date 276 postes vacants. Néanmoins, le taux de chômage n'est pas un indicateur fiable, une part importante de l'économie étant informelle comme dans le reste de la Russie.
| Répartition          | 2010 (milliers) | %    |
| -------------------- | --------------- | ---- |
| Industrie            | 4.5             | 20,4 |
| Construction         | 2.8             | 12,7 |
| Agriculture          | 0,4             | 1,8  |
| Sciences             | 0,8             | 3,6  |
| Secteur des services | 10.9            | 49,3 |
| Autres               | 2,7             | 12,2 |
| Total                | 22,1            | 100  |

## Culture locale et patrimoine

### Lieux et monuments
En 2014, la ville comptait 286 objets patrimoniaux culturels de Russie. Il y avait 63 objets d'importance fédérale, tandis que 96 autres étaient d'importance régionale. Enfin, il y avait 127 objets identifiés, sans que leur valeur soit déterminé. La ville comprend les sites cultures que sont la maison municipale de la culture, l'école d'art pour enfants, le système centralisé des bibliothèques et archives de Torjok et le centre culturel de la Jeunesse. Les musées sont eux le musée Alexandre Pouchkine, le musée historique et ethnographique panrusse, le musée de la broderie d'or, la « Maison de la ceinture », le musée de l'architecture russe en bois et le musée de l'équipement militaire.
Chaque 17 septembre, Torjok organise le jour de la ville, pour célébrer la ville.

#### Architecture

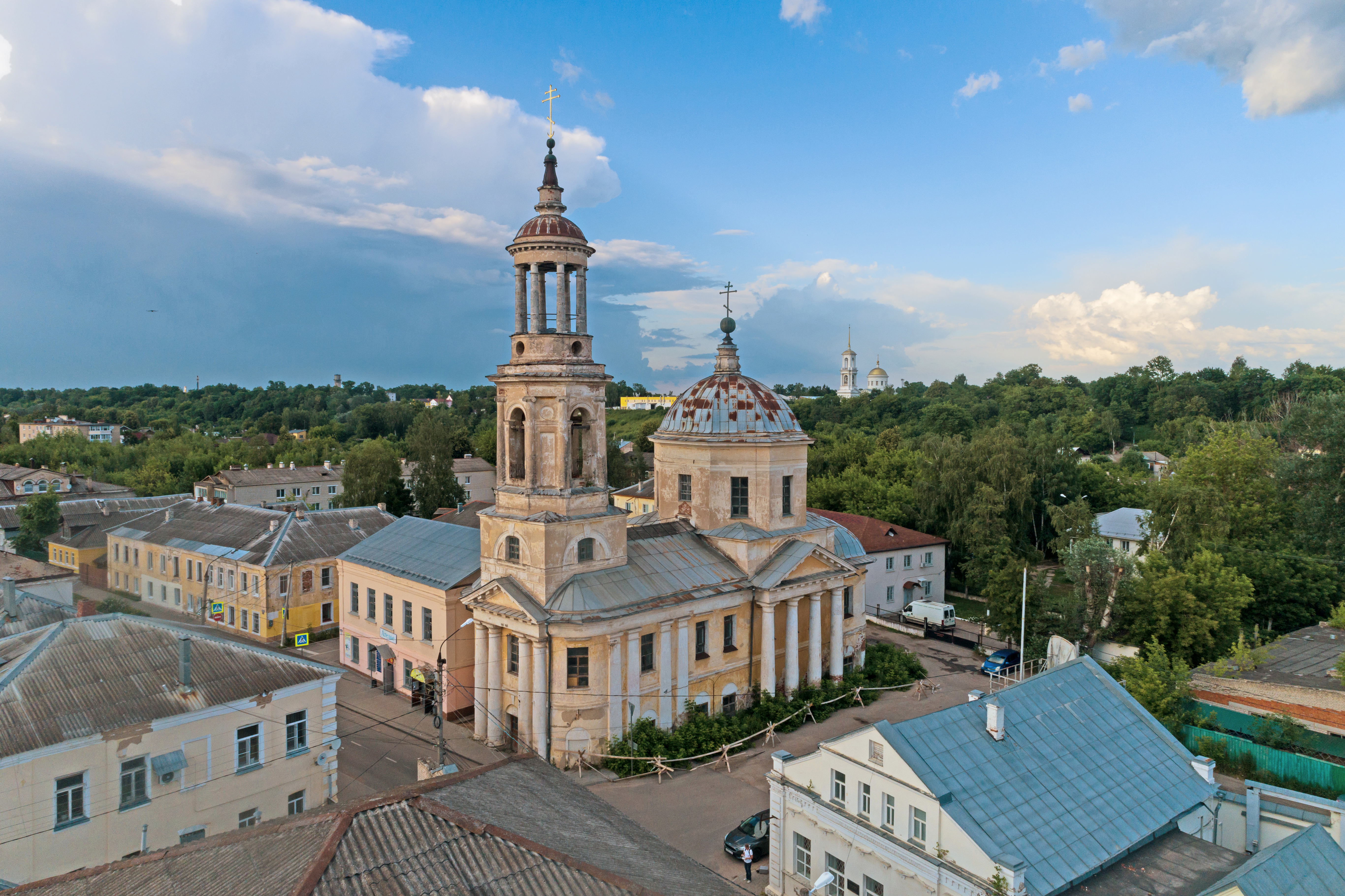
Église Saint-Clément-de-Rome et rue Lounatcharski.

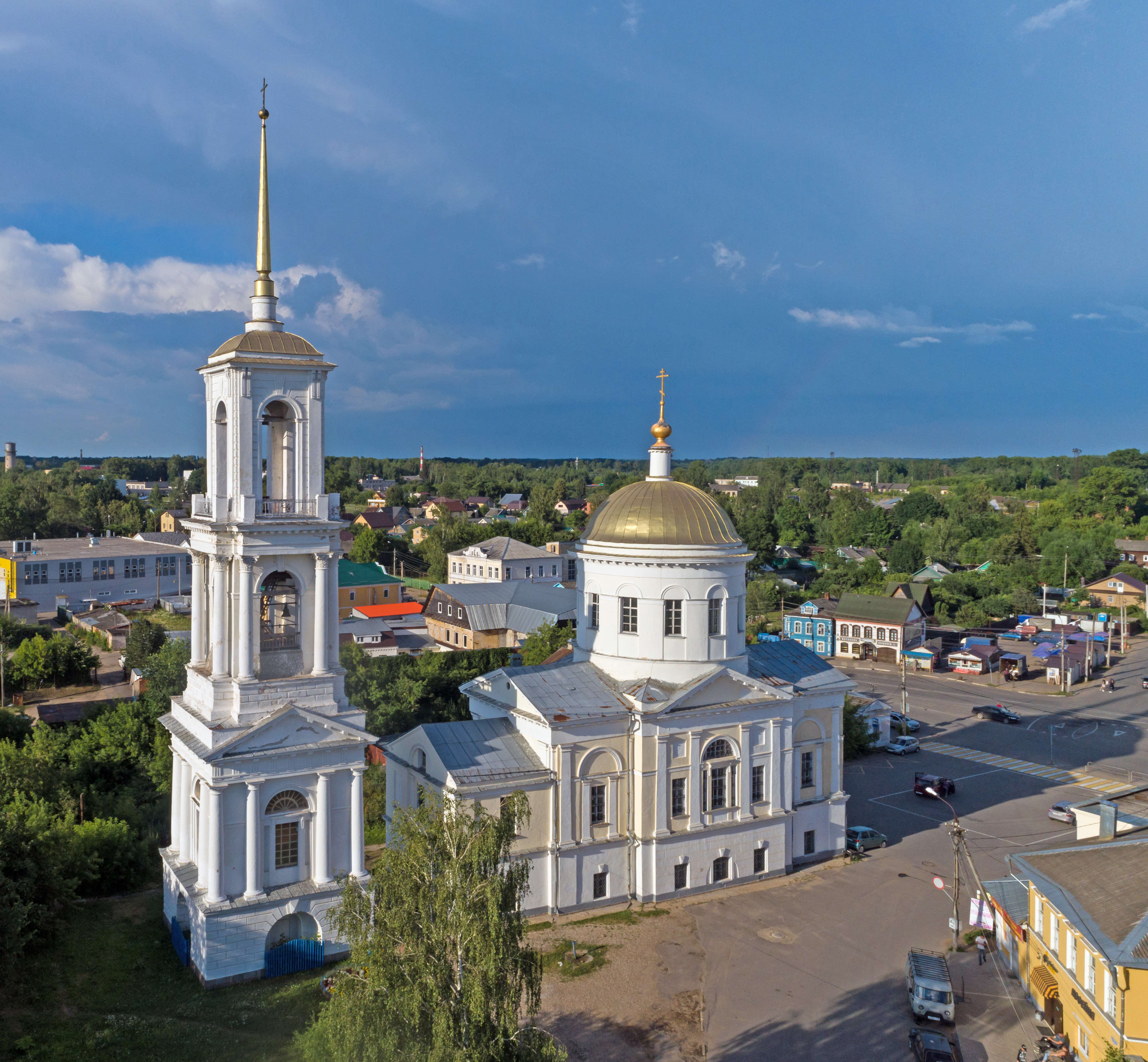
Église du Prophète-Élie.

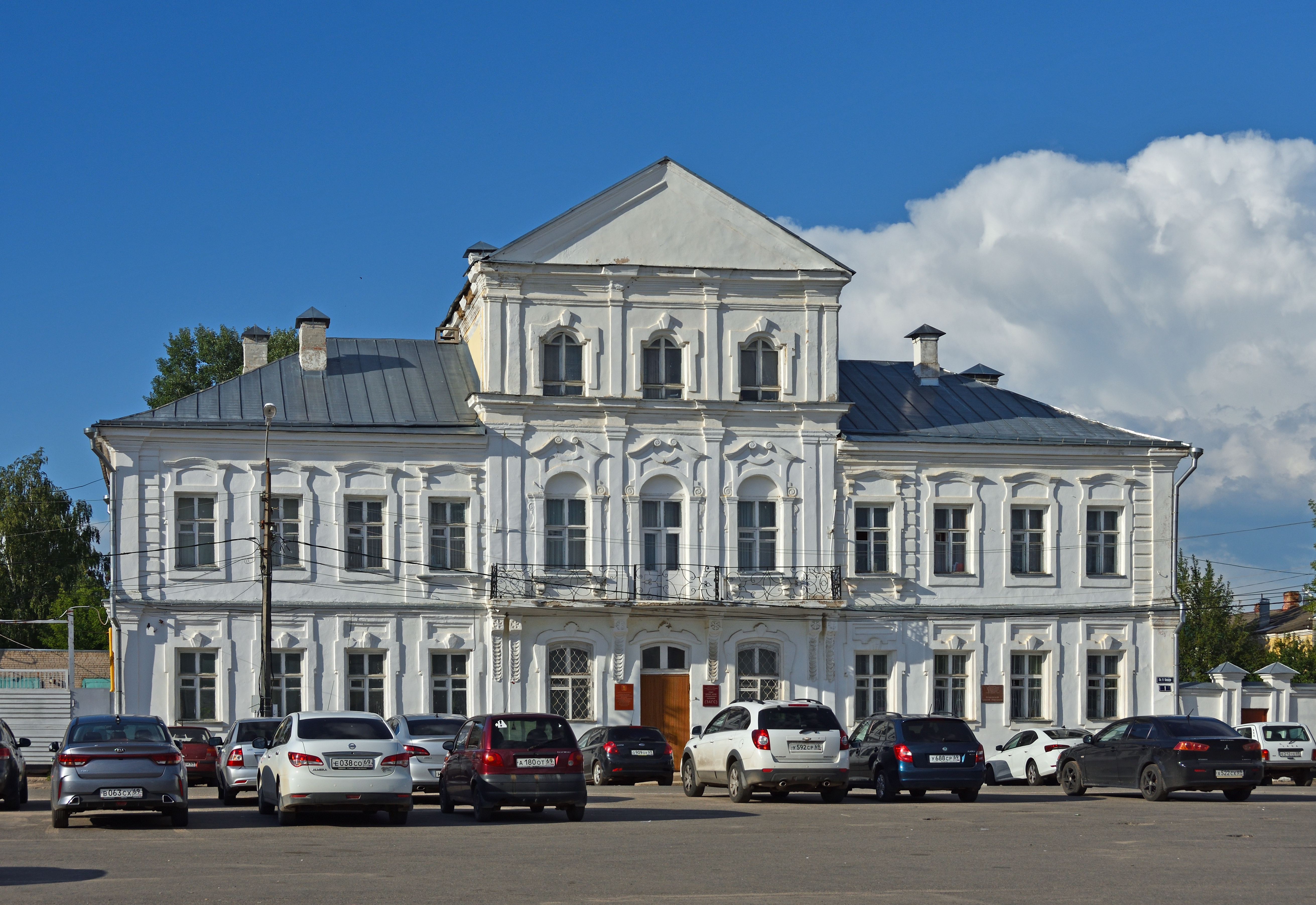
Maison du Magistrat, place du 9 janvier.

L'architecture de Torjok est une caractéristique spécifique à la ville, car elle diffère exceptionnellement de l'architecture des petites villes russes de province. À la place des caractéristiques typiques, la ville a un style assez européen avec des codes spécifiques à la Russie. L'architecture la plus ancienne toujours existante est l'église de Tikhvine de l'icône de la Mère de Dieu, construite en 1653 dans le style de l'architecture en bois russe à la périphérie sud rive droite, qui a survécu aux différents incendies, la seule église en bois de la ville. Mais l'architecture de la ville date surtout du XVIIIe et du XIXe siècle. Après l'incendie de 1766, deux plans directeurs, en 1767 et 1779, sont mis en place pour reconstruire la ville. Le renouveau de la ville a été confié à Nikolaï Lvov, architecte néoclassique russe. La reconstruction est favorisée par le décret de 1762 de Pierre III qui autorise les nobles entre autres à s'installer là où ils le souhaitent. Le plan de la ville à la suite des reconstructions est presque entièrement conservé à ce jour.
Ainsi un nouveau Torjok apparaît, avec différents styles qui se côtoient, du classique et néoclassique, du palladianisme, du baroque russe ou encore du style empire. Le centre historique, que ce soit les bâtiments résidentiels ou autres sont classiques comme avec l'église Saint-Clément-de-Rome ou la rue Lounatcharski et la place du 9 janvier.
On retrouve dans le baroque russe le bâtiment du Magistrat (gouvernement de la ville), un des premiers construits en 1767, l'église Saint-Jean-le-Théologien l'église de la Sainte-Trinité, ainsi que le palais du Voyage de 1775. Les architectes de l'époque ont une grande influence sur la ville. Nikolaï Lvov construit entre autres la cathédrale des Saints-Boris-et-Gleb (1785-1796) et l'église du Saint-Mandylion en 1804. Carlo Rossi lègue à la ville la cathédrale classique de la Transfiguration en 1822. Sinon, on retrouve dans les autres styles de la ville le style empire avec la cathédrale de l'Entrée-du-Seigneur-à-Jérusalem, de Carlo Rossi,, l'église d'Élie-le-Prophète, ou l'exemple frappant qu'est l'hôtel Pojarski. Le palladianisme est souvent mêlé dans les bâtiments classiques (monastère des Saints-Boris-et-Gleb) ou s'illustre par exemple dans l'église de la Décollation-de-Jean-Baptiste. Au XIXe siècle, le développement du quai de la Tvertsa s'inscrit dans une transition entre la baroque et le classicisme tardif, avec des inspirations de l'Art Nouveau pour les bâtiments de la fin du XIXe siècle. Pendant la période soviétique, la ville s'est étendue, principalement sur la rive gauche, où se trouvent de nombreux bâtiments soviétiques (Khrouchtchevka). Ces bâtiments soviétiques hors du centre concentrent aujourd'hui la majorité de la population. Il y a un bâtiment soviétique dans le centre, la maison de la Culture. En 2018, il a été annoncé que le centre historique et ses bâtiments seraient restaurés pour 2 milliards de roubles.

#### Patrimoine religieux et mémoriel

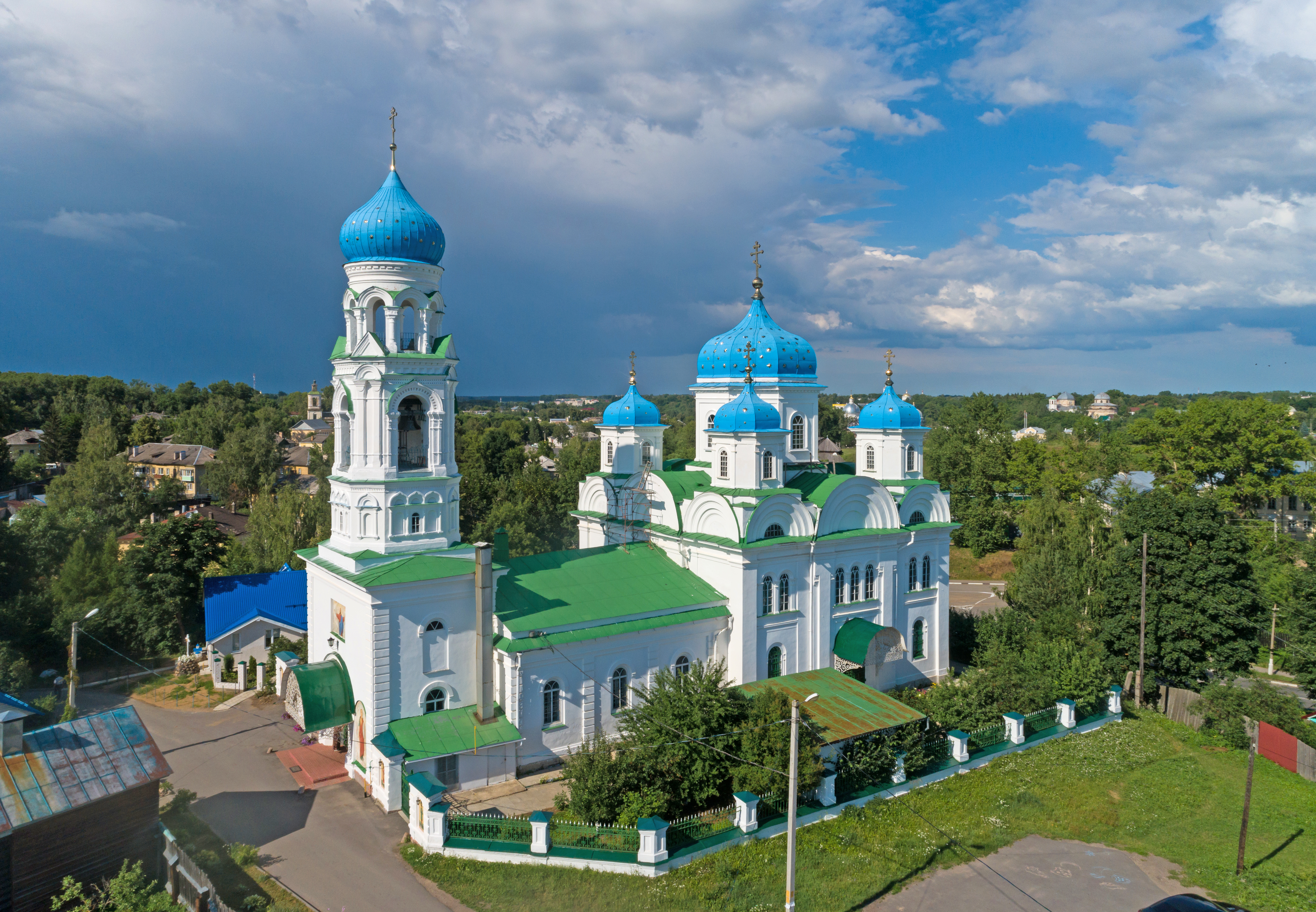
Vue de l'église Saint-Michel-l'Archange.

La ville de Torjok est célèbre en Russie, et particulièrement pendant l'époque médiévale pour ses nombreuses églises malgré sa petite taille. Le nombre important d'églises s'explique par les nombreux riches marchands dans la ville, qui donnaient leur argent pour construire des édifices comme forme d'indulgence.
Pendant la période soviétique, toutes les églises furent fermées entre 1927 et 1936 et pillées, et certaines subirent les bombardements pendant la Seconde Guerre mondiale. Durant cette période, Torjok a perdu 6 édifices, et de nombreux édifices servirent de dortoirs, gymnases, usines, boulangeries et ateliers. Dans l'église Saint-Nicolas-le-Thaumaturge dans les années 1990, il y avait même une taverne. L'église de l'Ascension du Christ, rue Staritskaïa a servi elle de station-essence. Le 24 juin 1945, l'église Saint-Michel-l'Archange a été rouverte, qui resta la seule ouverte jusqu'en 1995,.
Ce n'est qu'après 1995 que l'État a commencé à redonner les édifices à l'Église orthodoxe russe. La ville compte aujourd'hui 34 édifices qui ont survécu, dont des cathédrales, monastères, églises et chapelles, qu'importe leur taille. Sur les 34 existants, seuls 9 édifices sont actifs, et de nombreux édifices sont dans de mauvais états de conservation. Parmi les édifices en danger, il y a l'église Saint-George, ou l'église Znamenski avec un de ses plafonds de l'étage supérieur qui s'est effondré en 2019.
Certains édifices sont toujours privés, abritant des habitations ou ateliers. Par exemple, le couvent de la Résurrection sert de couturerie, les bâtiments du couvent étant des ateliers ou entrepôts. L'église de l'Assomption sert elle d'imprimerie tandis que l'église-maison d'Alexandre Nevski et d'Alexandre Svirski sert de bâtiment résidentiel. Le débat dans la ville sur la restitution de l'ensemble de ces biens à des fins religieuses est encore d'actualité.

### Candidature UNESCO

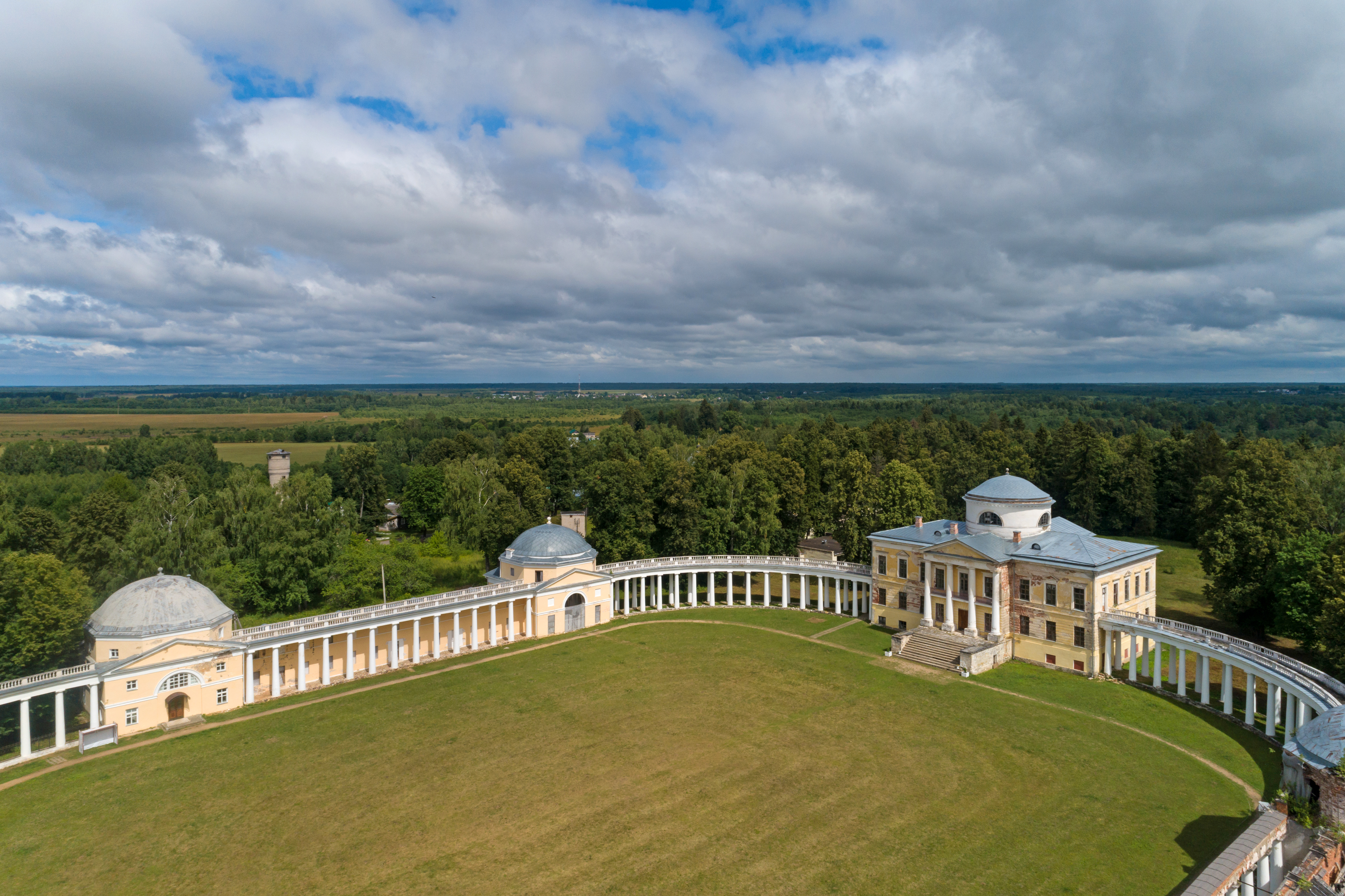
Domaine de Znamenskoïe-Raïok au sud-est de Torjok.

La ville est depuis de nombreuses années proposée par des associations locales pour être proposée au patrimoine mondial de l'UNESCO. En 2020, un projet a été présenté par Olga Alter « Centre-ville historique de Torjok et propriétés de campagne conçues par Nikolaï Lvov »,. Un premier débat public a eu lieu au musée historique et ethnographique panrusse de Torjok. Le projet a été approuvé par des experts, dont par Dmitri Chvidkovski, président de l'Académie russe de l'architecture et des sciences de la construction,,.

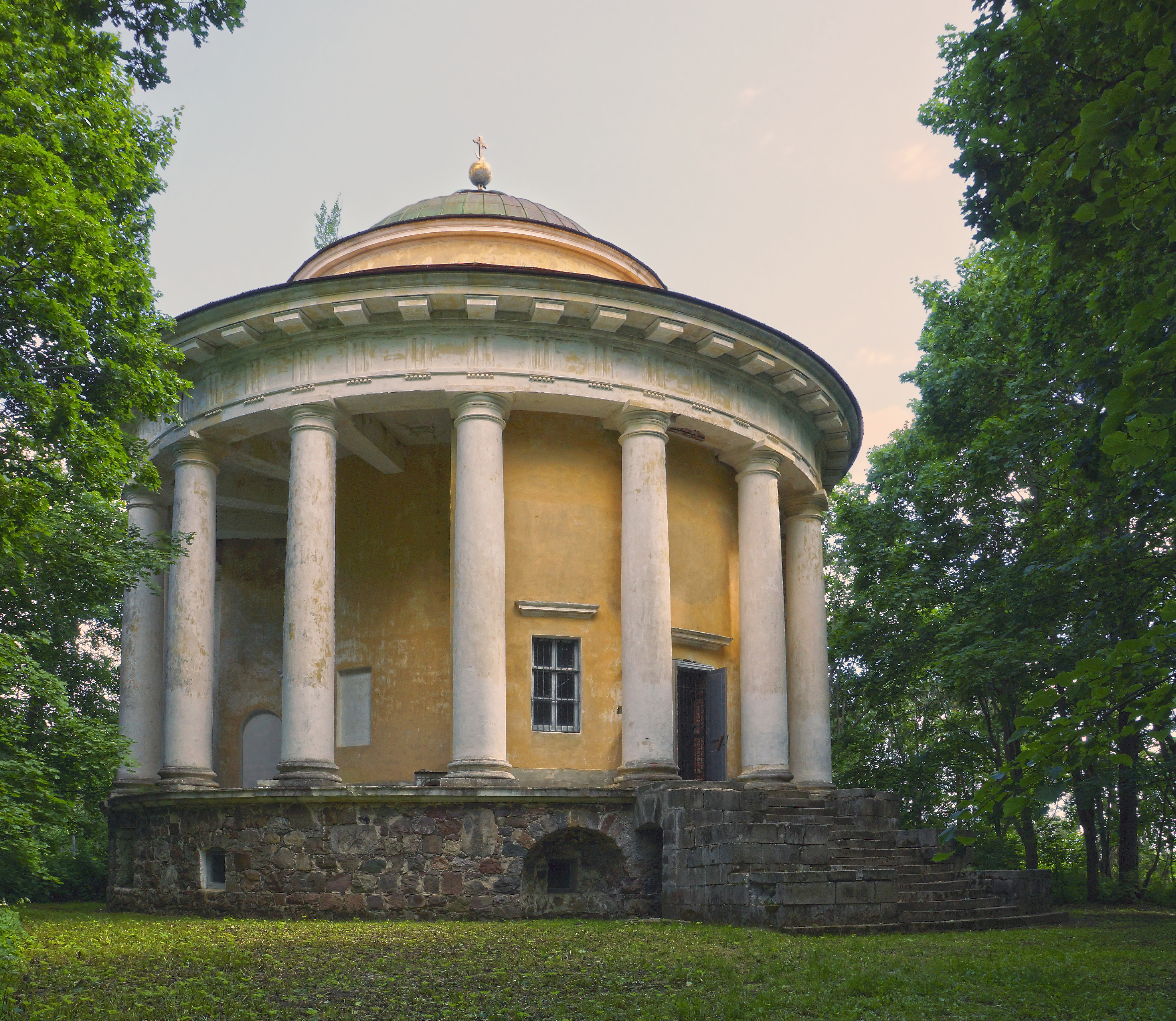
Église du domaine de Nikolskoïe.

Le projet envisage la création d'une inscription similaire à Andrea Palladio avec le site de la ville de Vicence et les villas de Palladio en Vénétie, ou avec (de façon moins comparable) ceux de la ville de Bath, de Monticello ou de la saline royale d'Arc-et-Senans. Ainsi, les principaux bâtiments classiques de Torjok et dans l'ensemble son centre historique seraient inclus, avec aussi les domaines de Znamenskoïe-Raïok, de Priamoukhino, de Peresleguino, de Nikolskoïe, de Vassiliovo, d'Arpatchiovo, de Gornitsy, de Mitino.
Le 25 août 2021, un appel a été envoyé au gouverneur de l'oblast de Tver, lui demandant d'envoyer au ministère de la Culture de la fédération de Russie l'inscription sur la liste indicative. Cette liste a été soutenue par Dmitri Chvidkovski et par d'autres architectes,.
Le 13 février 2023, le site « Centre-ville historique de Torjok et propriétés de campagne conçues par Nikolaï Lvov » a été inscrit sur la liste indicative du patrimoine mondial de l'UNESCO selon les critères (i)(iv) et (vi). Le site peut potentiellement inclure jusqu'à 115 objets patrimoniaux fédéraux et 120 objets patrimoniaux régionaux. Les sites conçus par l'architecte russe Nikolaï Lvov dans les environs de Torjok, dont Znamenskoïe-Raïok, qui se distingue par sa préservation, et ceux de Priamoukhino, de Peresleguino, de Nikolskoïe, de Vassilevo, d'Arpatchiovo, de Gornitsy, de Mitino,. Les domaines de Lvov représentent le  palladianisme russe. Le centre historique de Torjok, rebâti dans les années 1770 à la suite d'un incendie, a été conçu principalement par deux grands architectures russes ; Carlo Rossi et Nikolaï Lvov. Il est bien conservé, et pratiquement intact des développements ultérieurs. Cette unité est rare pour le pays, et le centre contient des monuments comme les églises et les clochers, les galeries marchandes, le palais impérial du Voyage ou encore les hôtels particuliers des familles marchandes et nobles.

### Broderies d'or
La broderie d'or à Torjok est apparu à Torjok au XIIIe siècle, et s'est fortement développé entre la seconde moitié du XVIIIe et la première moitié du XIXe siècle. La broderie torjokienne s'est inspirée des broderies byzantines, qui étaient au XIIIe siècle les références en la matière. Les broderies de la ville faisaient des coiffes, des ceintures, des chaussures, des costumes folkloriques, des sacs à mains, des tabliers ou bien des objets religieux. Ils recevaient des commandes de familles importantes, dont des Romanov, la famille impériale russe. En 1855, 30 des meilleurs brodeurs de Torjok furent même envoyés à Saint-Pétersbourg pour broder des armoiries à l'occasion du couronnement d’Alexandre II, objets aujourd'hui conservés musée de l’Ermitage.

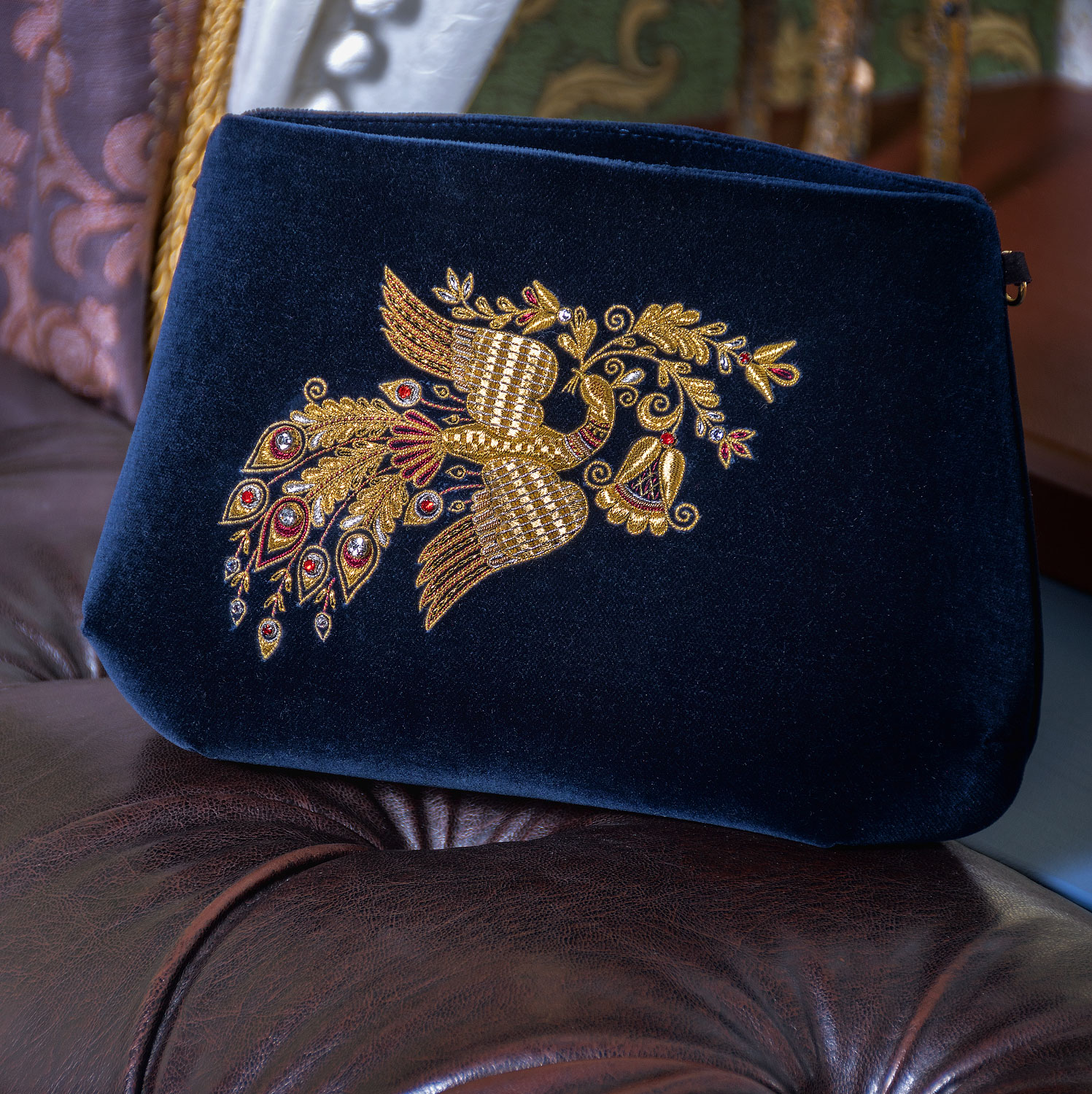
Sac de Torjok avec une broderie en or.

Dans la seconde moitié du XIXe siècle, à cause de l'évolution de la mode et des coûts élevés, la demande de broderies d'or a fortement décliné. Mais pour préserver cet artisanat propre à la ville, des ateliers furent ouverts. Peu après l'avènement du pouvoir soviétique, en 1923, une école fut créée pour former les brodeurs, et en 1928, l'artel de broderie d'or de Torjok fut fondée. Durant l'époque soviétique, l'armée commandait nombre de bannières et insignes militaires dans les broderies de la ville. En 1960, l'artel devenu depuis une usine employait jusqu'à 1000 personnes, et produisait en plus des biens pour l'armées des vêtements, des banderoles et accessoires traditionnels. Durant le XIXe et le XXe siècle, les produits des broderies de Torjok furent exposés à Nijni Novgorod, Moscou, Philadelphie, Milan, Osaka, New York entre autres.
Avec la fin de l'Union soviétique, l'usine a fermé, mais fut ensuite racheté par un entrepreneur originaire de Torjok dans le but de perpétuer la tradition de la ville. Les années suivant la fin de l'URSS furent marquées par de nombreuses commande d'icônes, l'Église orthodoxe reprenant son souffle avec la réouverture des églises et monastères à travers le pays. Aujourd'hui, la ville produit une large gamme de produits, allant de broches à des nappes, des bijoux, des vêtements et autres. Plus de 300 personnes sont employées dans les broderies de la ville.
La ville possède son musée d’orfèvrerie, qui raconte l'histoire de la broderie d'or à Torjok et son développement au fil des années. Les expositions présentent de nombreux objets, comme des vêtements, coiffes et icônes. Il y a enfin un musée dans l'Usine de broderie d’orfèvrerie sur la rue de Kalinine.

### Personnalités liées à la ville
Plusieurs personnalités sont liées à la ville ; parmi lesquelles :
- Joasaph II (1591-1672), patriarche de Moscou et de toute la Russie de 1667 à 1672 ;
- Alexej von Jawlensky (1864-1941), peintre expressionniste ;
- Solomon Cherechevski (1886-1958), journaliste russe synesthète.